# Baioneta
Uma baioneta (em francês:  baïonnette) é uma arma em forma de faca, punhal, espada ou pontiaguda projetada para caber na ponta da boca do cano de um fuzil, mosquete ou arma de fogo semelhante, permitindo que seja usada como uma lança. Do século XVII até a Primeira Guerra Mundial, foi considerada a principal arma para ataques de infantaria. Hoje, é considerada uma arma auxiliar ou de último recurso. No entanto, cargas de baioneta ocorreram até o final do século XX e início do século XXI.

## Etimologia

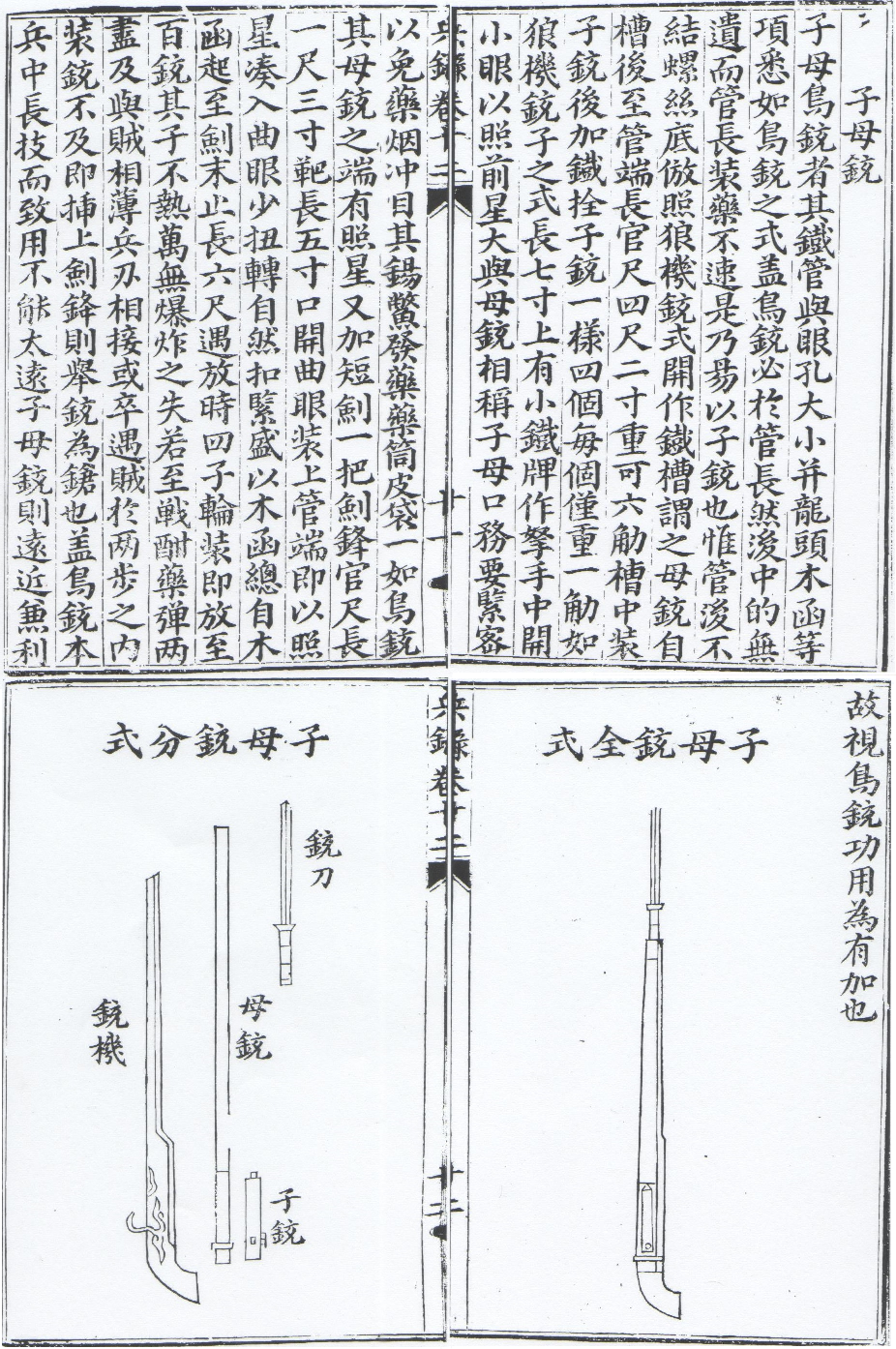
Representação de um mosquete chinês do século XVII com uma baioneta conectada. O manual de instruções e as especificações da arma são mostrados acima.

O termo baioneta remonta à segunda metade do século XVI, mas não está claro se as baionetas da época eram facas que podiam ser encaixadas nas pontas das armas de fogo ou simplesmente um tipo de faca. Por exemplo, o Dictionarie de Cotgrave de 1611, descreve a baioneta como "uma espécie de pequena adaga de bolso achatada, equipada com facas; ou uma grande faca para pendurar no cinto". Da mesma forma, Pierre Borel escreveu em 1655 que uma espécie de faca longa chamada bayonette foi feita em Baiona (em francês:  Bayonne), mas não dá nenhuma descrição adicional.

## Modelos históricos

### Baionetas de plugue

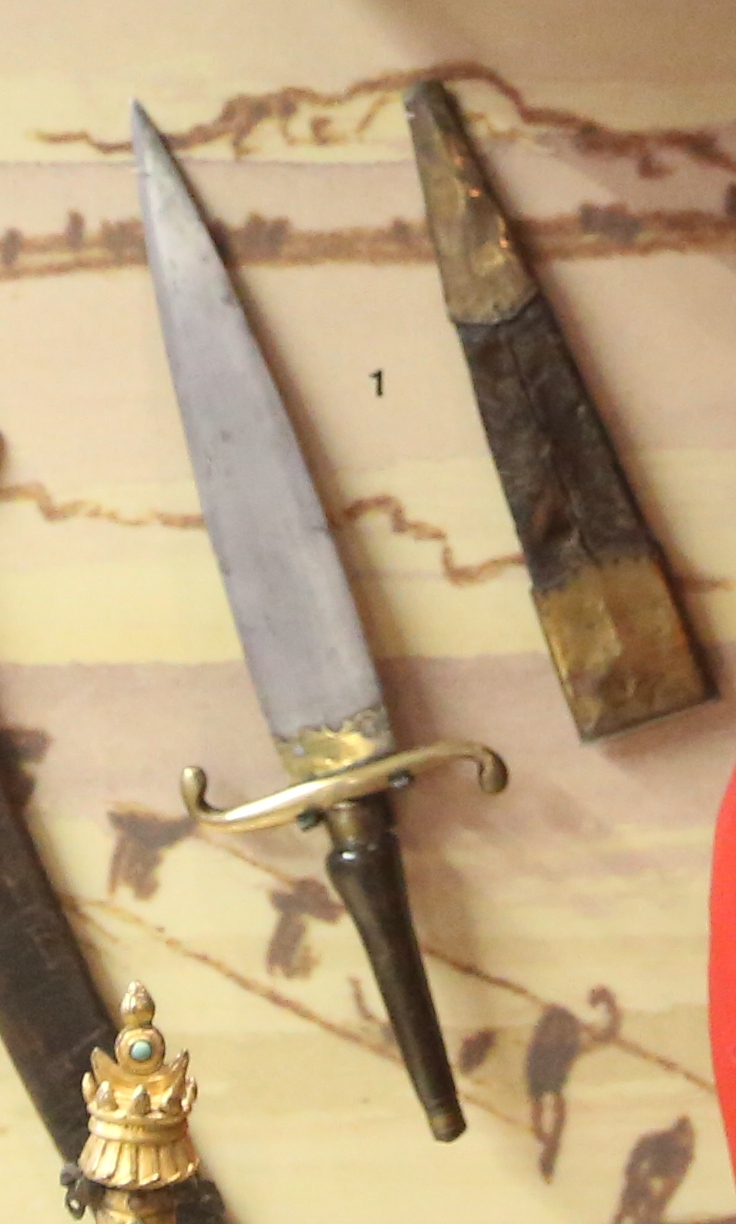
Baioneta de plugue do século XVII.

A primeira instância registrada de uma baioneta propriamente dita é encontrada no tratado militar chinês Binglu [zh] publicado em 1606. Estava na forma de uma arma filho-e-mãe [zh], um mosquete arcaico de retrocarga que foi suprido com uma baioneta de plugue com cerca de 57,6cm, dando-lhe um comprimento total de 1,92m com a baioneta conectada. No entanto, não há nenhum exemplar existente e datável desta baioneta de plugue, nem há qualquer evidência que mostre que seu uso tenha se proliferado depois disso. Foi rotulado como uma "arma de lâmina" (chinês tradicional:銃刀; chinês simplificado:铳刀) sendo descrita como uma "espada curta que pode ser inserida no cano e presa girando-a ligeiramente" para ser usada "quando a batalha tiver esgotado a pólvora e as balas, bem como lutando contra os bandidos, quando as forças estão aproximando-se em combate corpo-a-corpo ou encontrando uma emboscada", e se alguém "não puder carregar a arma dentro do tempo que leva para cobrir dois bu (3,2 metros) de terreno, eles devem conectar a baioneta e segurá-la como uma lança". Os chineses ainda dependiam de armamentos tradicionais - arcos, lanças, espadas, etc - com as armas de pólvora sendo razoavelmente comuns, especialmente no século XIX. No entanto, os mosquetes do período Ch'ing que sobreviveram são longos e frágeis, o que os torna inadequados para o uso com baionetas de qualquer tipo.
As primeiras baionetas eram do tipo de "plugue", onde a baioneta era encaixada diretamente no cano do mosquete. Isso permitiu que a infantaria leve fosse convertida em infantaria pesada e segurasse cargas de cavalaria. A baioneta tinha um cabo redondo que deslizava diretamente dentro do cano do mosquete. Isso naturalmente evitava que a arma fosse disparada (o que gerou o termo "calar baioneta"). A primeira menção conhecida do uso de baionetas nas guerras europeias foi feita nas memórias de Jacques de Chastenet, Visconde de Puységur. Ele descreveu os franceses usando baionetas de plugue rudimentares de 30cm durante a Guerra dos Trinta Anos (1618-1648). No entanto, não foi até 1671 que o General Jean Martinet padronizou e forneceu baionetas de plugue para o regimento francês de fuzileiros então criado. Elas foram fornecidas para parte de um regimento de dragões inglês criado em 1672, e para os Royal Fusiliers (Fuzileiros Reais) quando criados em 1685.

### Baionetas de soquete

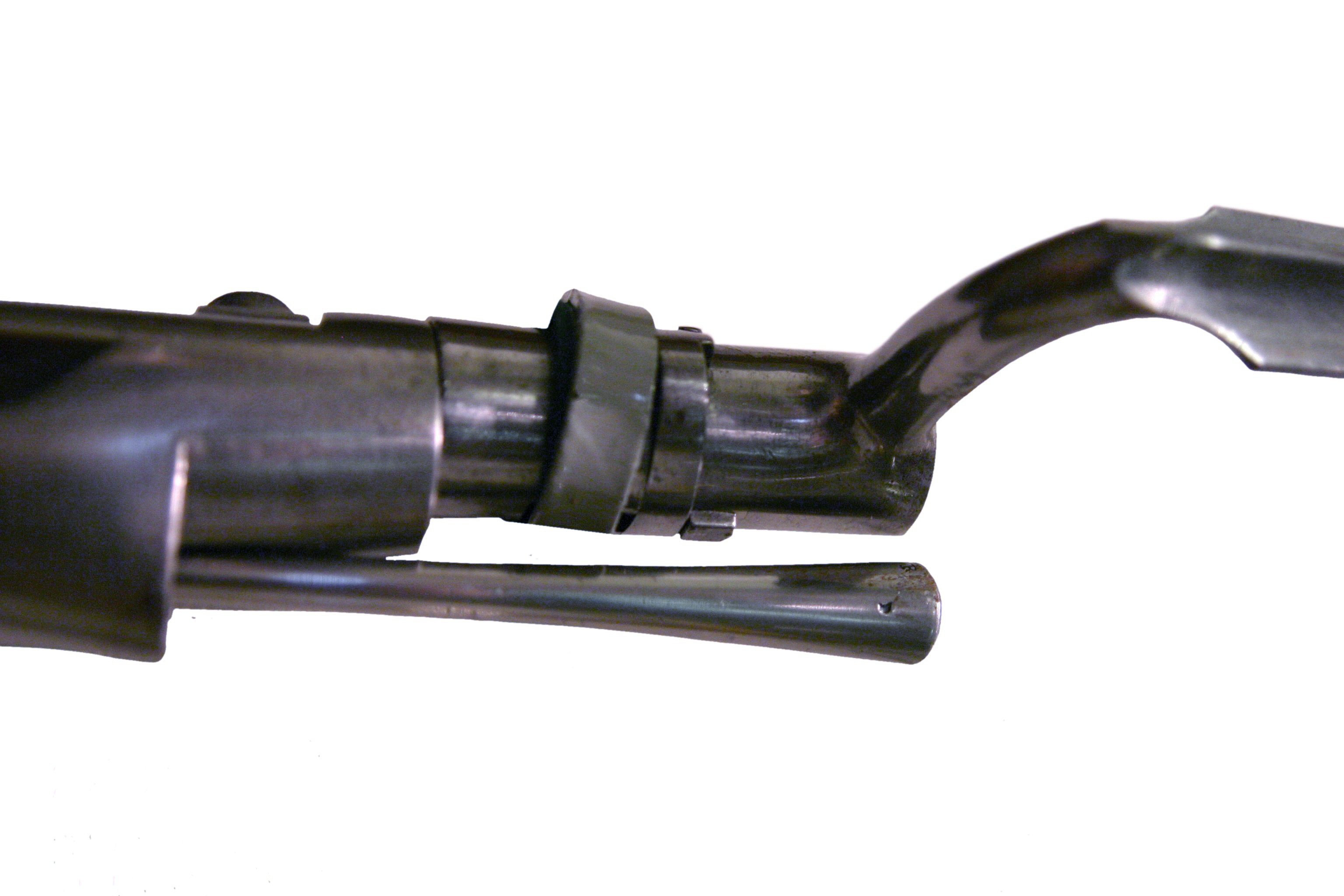
Soquete da baioneta.

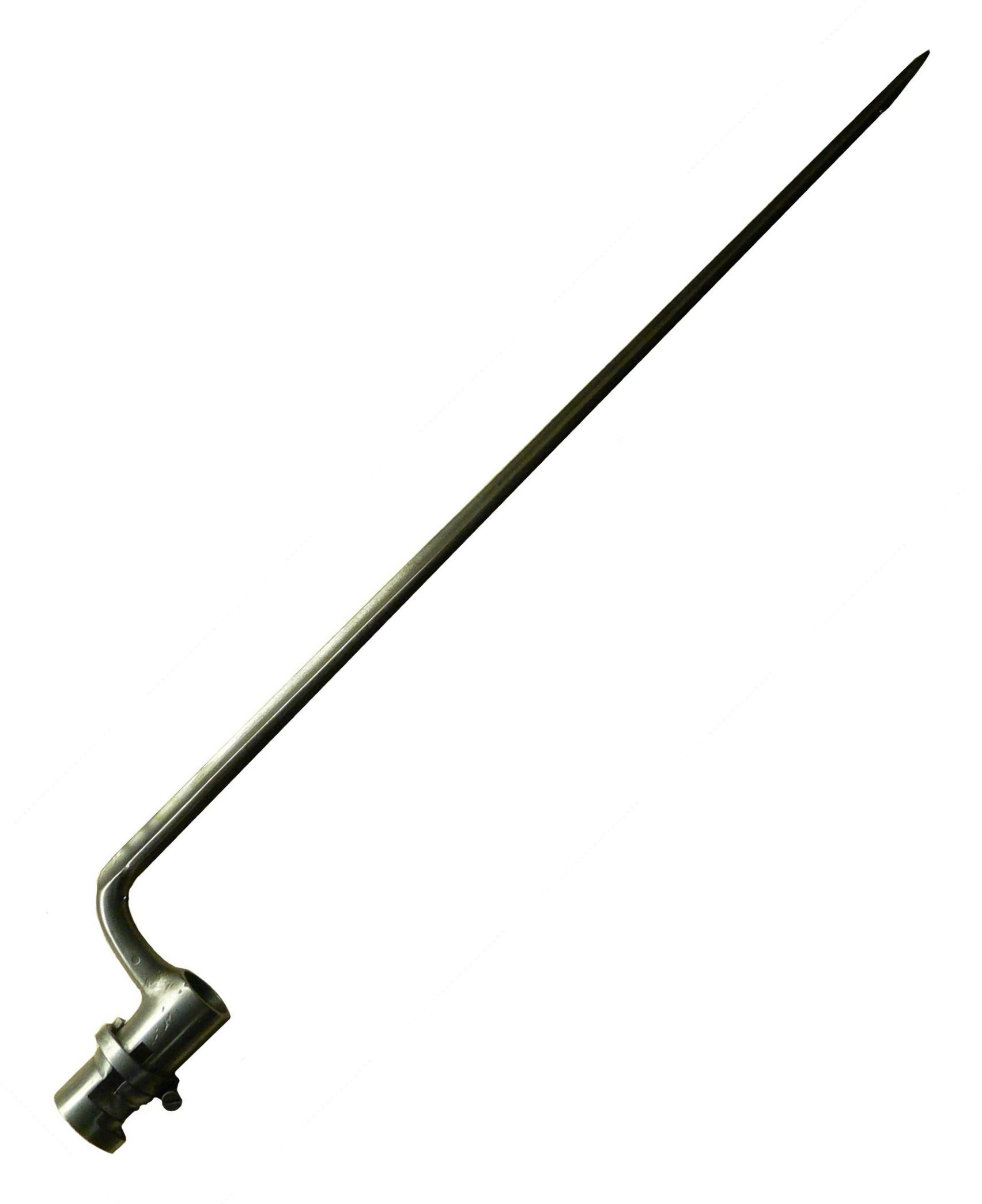
Baioneta pontiaguda de soquete do início do século XIX.

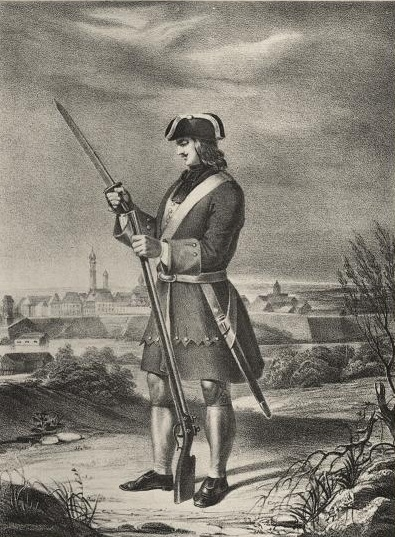
Representação de um soldado de infantaria russo do início do século XVIII, pertencente ao Regimento de Guardas Preobrazhensky, instalando uma baioneta de plugue.

O maior problema com as baionetas de plugue era que, quando instaladas, tornavam impossível disparar o mosquete, exigindo que os soldados esperassem até o último momento possível antes de uma mêlée para calar a baioneta. A derrota das forças leais a Guilherme de Orange pelos Highlanders jacobitas na Batalha de Killiecrankie, em 1689, foi devida (entre outras coisas) ao uso da baioneta de plugue. Os Highlanders se aproximaram a 50 metros, dispararam um único voleio, largaram seus mosquetes e, usando machados e espadas, rapidamente sobrepujaram os legalistas antes que tivessem tempo de conectar as baionetas. Pouco tempo depois, acredita-se que o líder derrotado, Hugh Mackay, tenha introduzido uma baioneta de soquete de sua própria invenção. Em breve, as baionetas de "soquete" incorporariam os suportes de soquete e uma lâmina deslocada para o lado que se ajustava ao cano do mosquete, o que permitia que o mosquete fosse disparado e recarregado enquanto a baioneta estava conectada.
Após a Batalha de Fleurus em 1690, opondo a França à Liga de Augsburg na Guerra dos Nove Anos, foi feita uma tentativa mal-sucedida com baionetas de soquete ou zigue-zague, na presença do rei Luís XIV, que se recusou a adotá-las, pois tinham a tendência de cair do mosquete. Pouco depois da Paz de Ryswick (1697), os ingleses e alemães aboliram o pique e introduziram as baionetas de soquete. A baioneta de soquete britânica tinha uma lâmina triangular com um lado plano voltado para a boca do cano e dois lados estriados externos com um comprimento de 38cm. No entanto, ela não tinha trava para mantê-la presa ao cano e foi bem documentada caindo no calor da batalha.
No século XVIII, as baionetas de soquete foram adotadas pela maioria dos exércitos europeus. Em 1703, a infantaria francesa adotou um sistema de trancamento com mola que evitou que a baioneta se soltasse acidentalmente do mosquete. Uma lâmina triangular foi introduzida por volta de 1715, que era mais forte do que os modelos anteriores de um ou dois gumes, criando ferimentos que eram mais difíceis de tratar devido à propensão do tecido cicatricial separar a incisão triangular durante a cicatrização.

### Sabres-baionetas

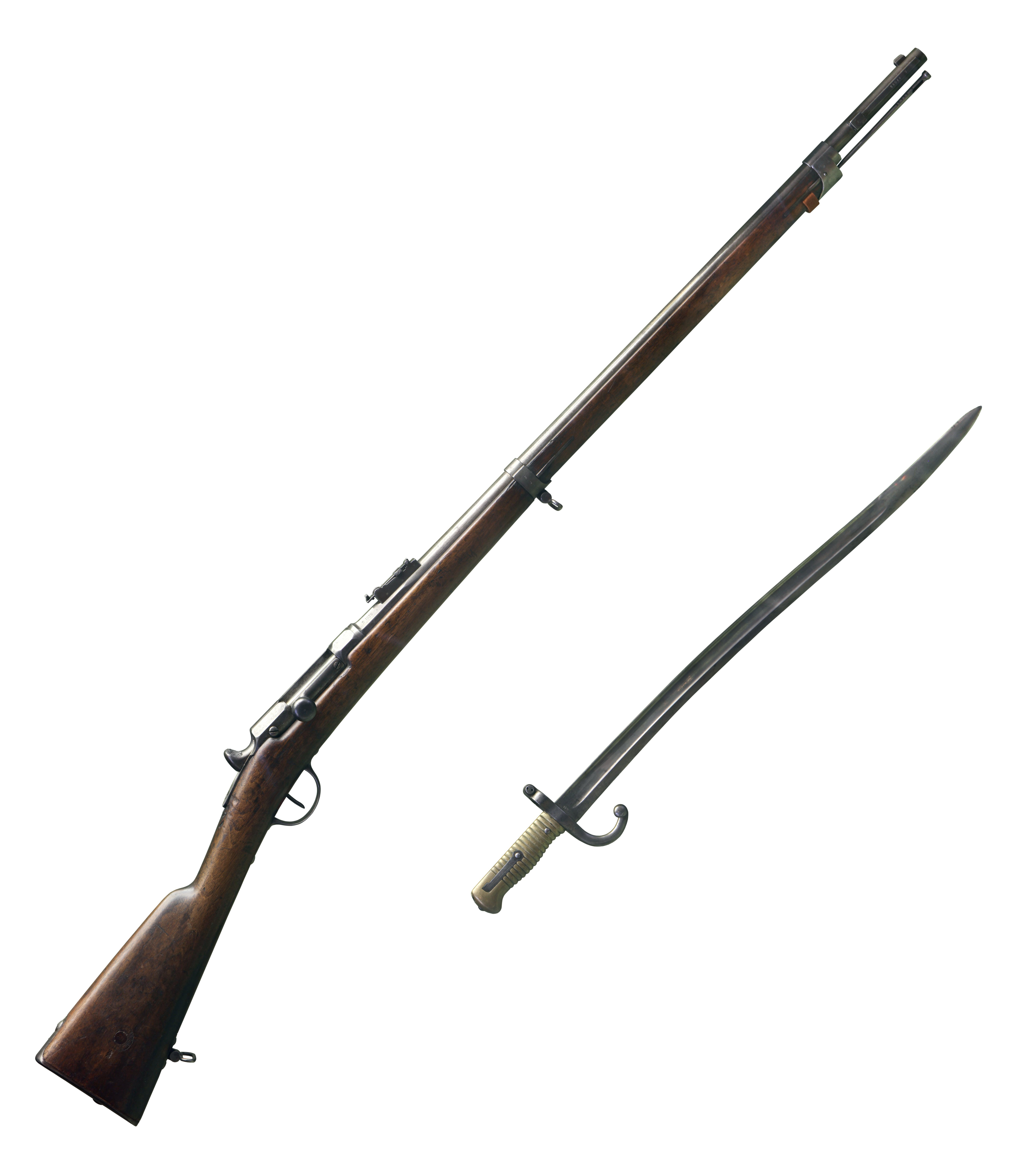
Fuzil de ferrolho Chassepot e sabre-baioneta.

O século XIX introduziu o conceito de sabre-baioneta, uma arma de lâmina longa com uma lâmina de um ou dois gumes que também poderia ser usada como uma espada curta. Seu objetivo inicial era garantir que os fuzileiros pudessem formar um quadrado de infantaria adequadamente para se defender dos ataques da cavalaria quando em fileiras com mosqueteiros, cujas armas eram mais longas. Um dos primeiros exemplos de fuzis usando sabres-baionetas foi o Fuzil de Infantaria Britânico de 1800–1840, mais tarde conhecido como "Fuzil Baker". O punho geralmente tinha cruzetas modificadas para acomodar o cano da arma e um mecanismo de punho que permitia que a baioneta fosse presa a um retém de baioneta. Um sabre-baioneta pode ser usado em combate como um arma secundária. Quando anexado ao mosquete ou fuzil, o sabre-baioneta efetivamente transformava quase qualquer arma longa em uma lança ou alabarda, adequada não apenas para golpes de estocada, mas também para golpes cortantes.

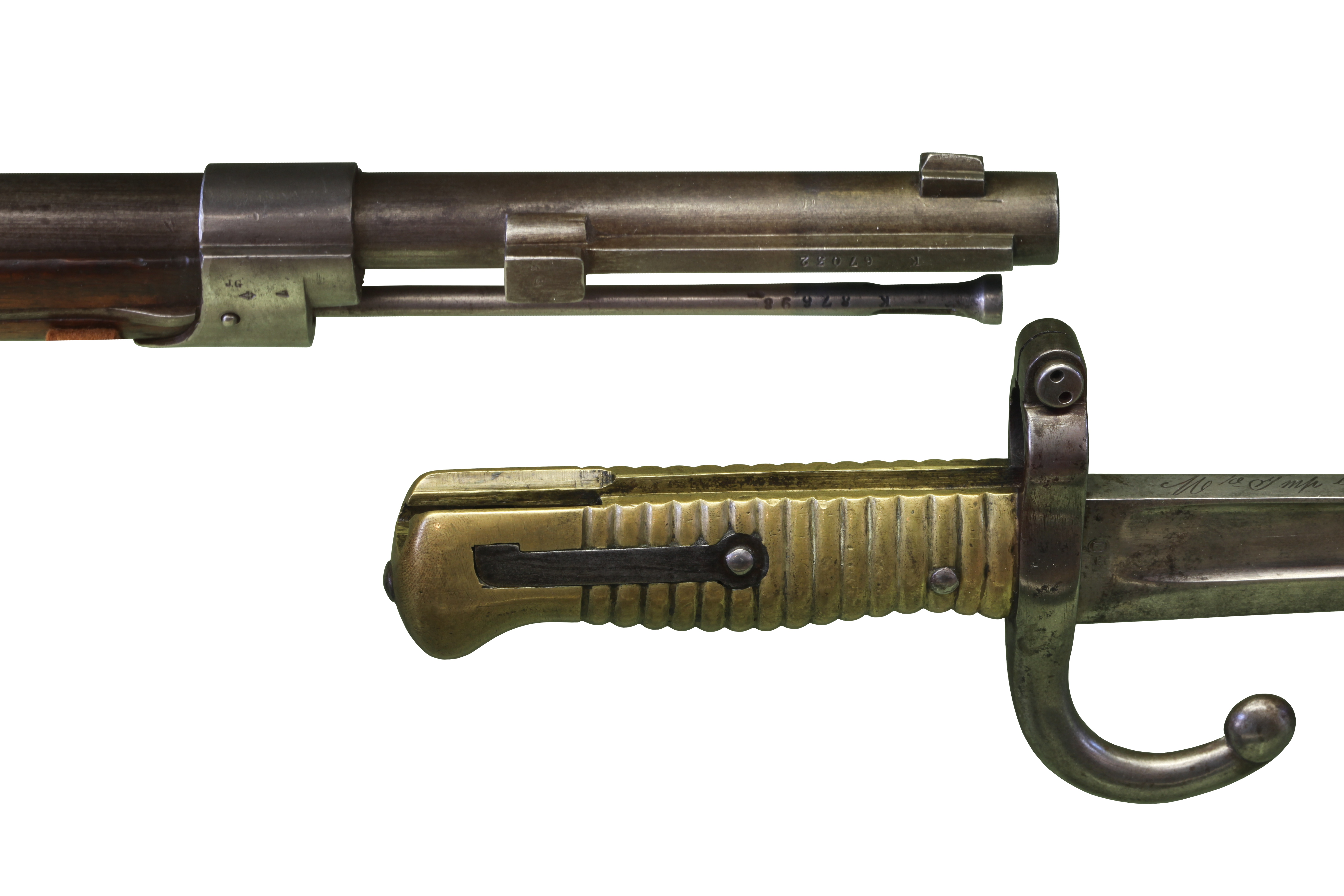
Sistema de montagem da baioneta do Chassepot.

Enquanto o Exército Britânico acabou descartando o sabre-baioneta, com a baioneta de soquete sobrevivendo à introdução do mosquete raiado no serviço britânico em 1854. O novo mosquete estriado copiava o sistema de anéis de trancamento francês. A nova baioneta provou seu valor na Batalha de Alma e na Batalha de Inkerman durante a Guerra da Crimeia, onde o Exército Imperial Russo aprendeu a temê-la.
A partir de 1869, alguns países europeus começaram a desenvolver novos fuzis de ferrolho de retrocarga (como o Chassepot) e sabres-baionetas adequados para a produção em massa e para uso por tropas da polícia, pioneiros e engenheiros. A decisão de redesenhar a baioneta como uma espada curta foi vista por alguns como um reconhecimento do declínio da importância da baioneta fixa como uma arma em face dos novos avanços na tecnologia de armas de fogo. Como disse um jornal britânico, "o comitê, ao recomendar este novo sabre-baioneta, parece ter tido em vista o fato de que doravante as baionetas serão usadas com menos frequência do que em tempos anteriores como arma de ataque e defesa; eles desejaram, portanto, substituir um instrumento de utilidade mais geral."

### Baionetas multiuso

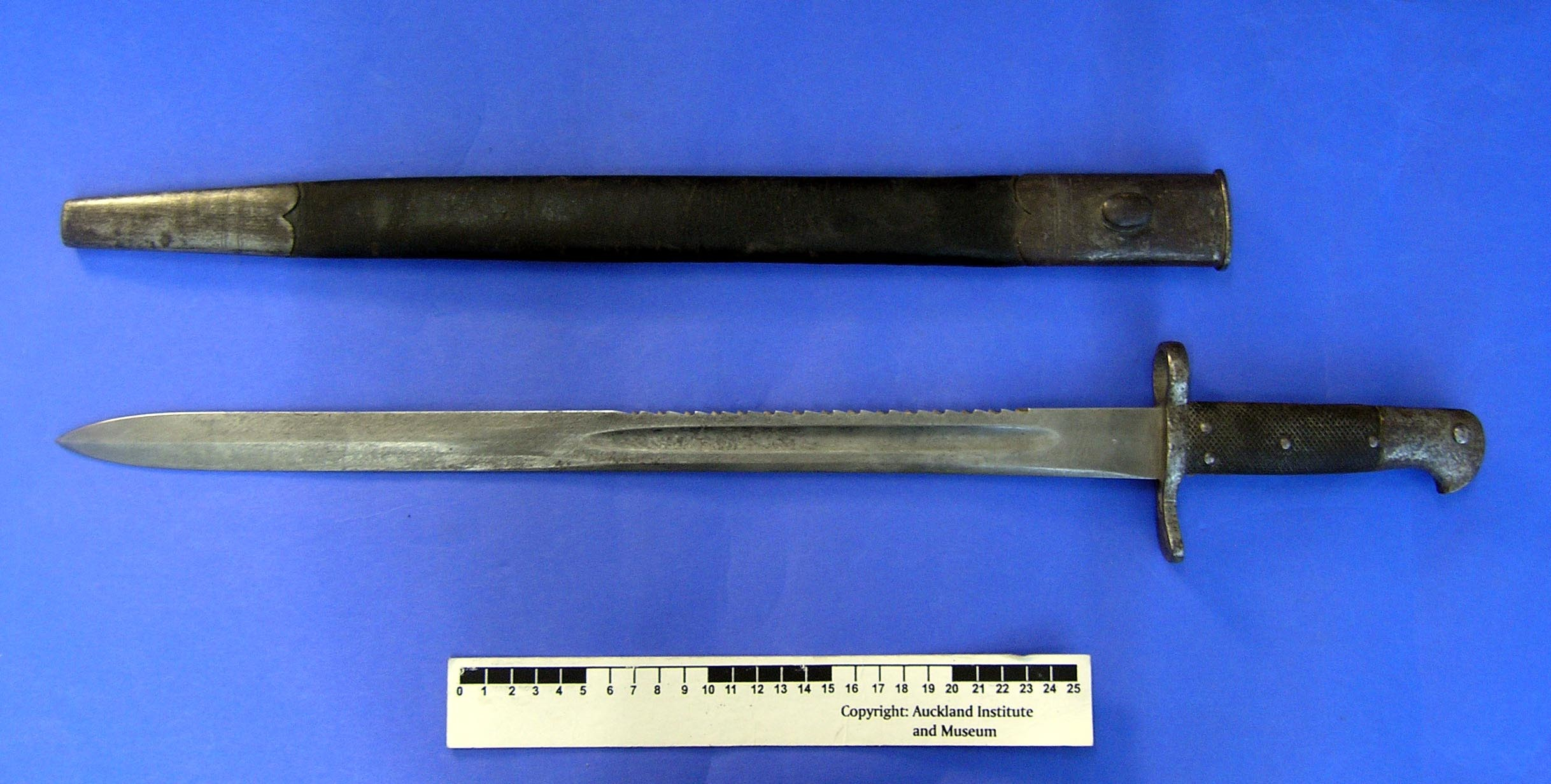
Baioneta com dorso de serra Snider Padrão 1875 britânico, com bainha, para carabina de artilharia.

Entre os projetos multiuso está a baioneta "de serra", que incorpora dentes de serra no dorso da lâmina. A baioneta de serra foi projetada para uso como uma ferramenta de utilidade geral, bem como uma arma; os dentes foram concebidos para facilitarem o corte de madeira para vários trabalhos defensivos, como postes de arame farpado, bem como para o abate de gado. Foi inicialmente adotada pelos Estados alemães em 1865; até meados da Primeira Guerra Mundial, aproximadamente 5% de cada estilo de baioneta era complementado com uma versão de serra, por exemplo na Bélgica em 1868, na Grã-Bretanha em 1869 e na Suíça em 1878 (a Suíça introduziu seu último modelo em 1914). As baionetas serradas originais eram tipicamente do tipo sabres pesados, fornecidas aos engenheiros, com o aspecto da baioneta até certo ponto sendo secundário ao aspecto da "ferramenta". Posteriormente, as serras alemãs provaram-se mais um indicador de posto do que uma serra funcional. A serra provou ser relativamente ineficaz como ferramenta de corte e logo se tornou obsoleta devido a melhorias na logística e transporte militares; a maioria das nações abandonou o recurso de serra em 1900. O exército alemão interrompeu o uso da baioneta de serra em 1917, após protestos de que a lâmina serrilhada causava ferimentos desnecessariamente graves quando usada como baioneta fixa.

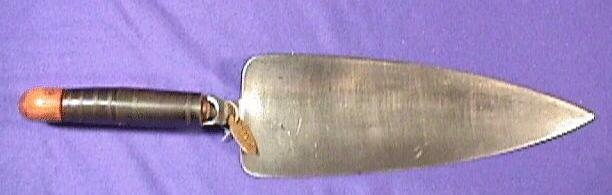
Baioneta de espátula americana Modelo 1873.

A espátula ou baioneta de pá era outro projeto multiuso, destinado ao uso tanto como arma ofensiva quanto como ferramenta de sapa para escavar trincheiras. A partir de 1870, o Exército dos EUA emitiu baionetas de espátula para regimentos de infantaria com base em um projeto do Tenente-Coronel Edmund Rice, um oficial do exército americano e veterano da Guerra Civil, as quais foram fabricados pelo Arsenal de Springfield. Além de sua utilidade como baioneta fixa e instrumento de escavação, a baioneta com espátula Rice podia ser usada para rebocar cabanas de madeira e chaminés de pedra para os acampamentos de inverno; afiada em uma das pontas, poderia cortar estacas e pinos de barraca. Dez mil foram finalmente emitidas, e o projeto entrou em ação durante a campanha de 1877 contra os nez-percés. Rice recebeu licença em 1877 para demonstrar sua baioneta a vários países da Europa. Um oficial de infantaria recomendou a exclusão de todos os outros projetos, observando que "as ferramentas de entrincheiramento de um exército raramente chegam à frente de batalha até que a exigência do seu uso tenha passado." A baioneta com espátula de Rice foi declarada obsoleta pelo Exército dos EUA em dezembro de 1881.

## A controvérsia do "alcance"

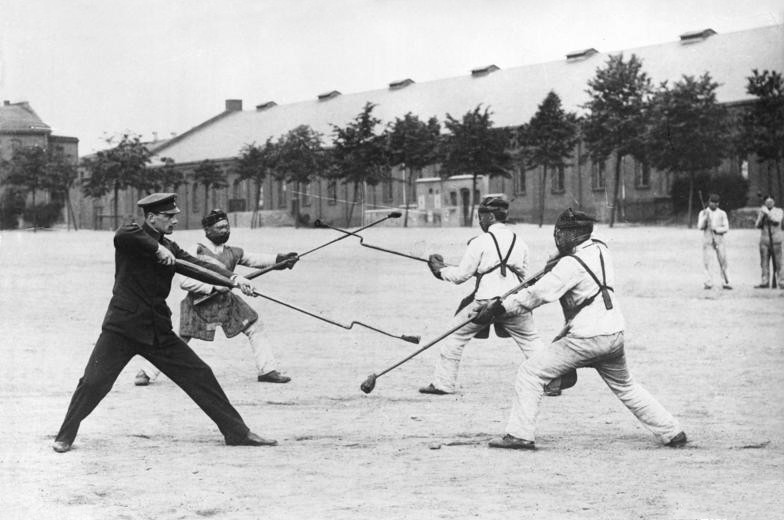
Soldados alemães em exercício de baioneta em 1914.

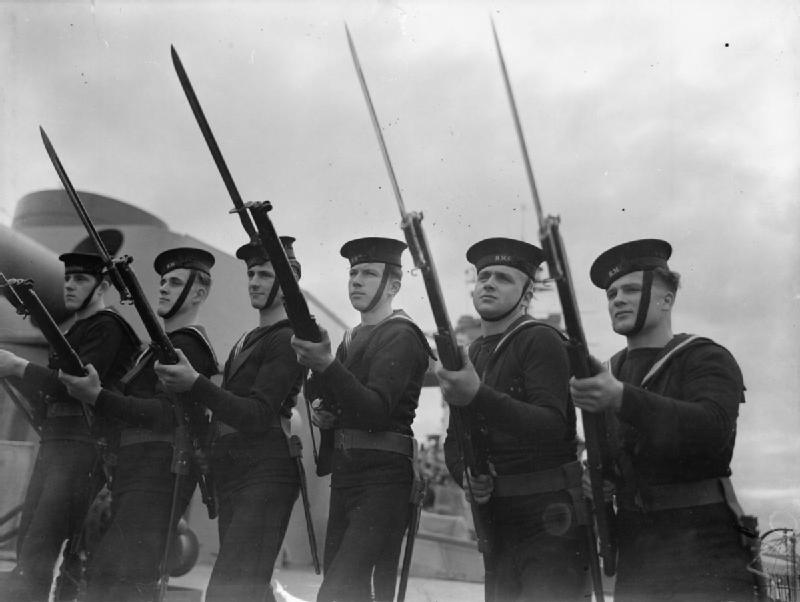
Seis marinheiros com fuzis Lee-Enfield, na posição "Em Guarda" durante o exercício de fuzil e baioneta a bordo do navio de guerra HMS Rodney, em outubro de 1940.

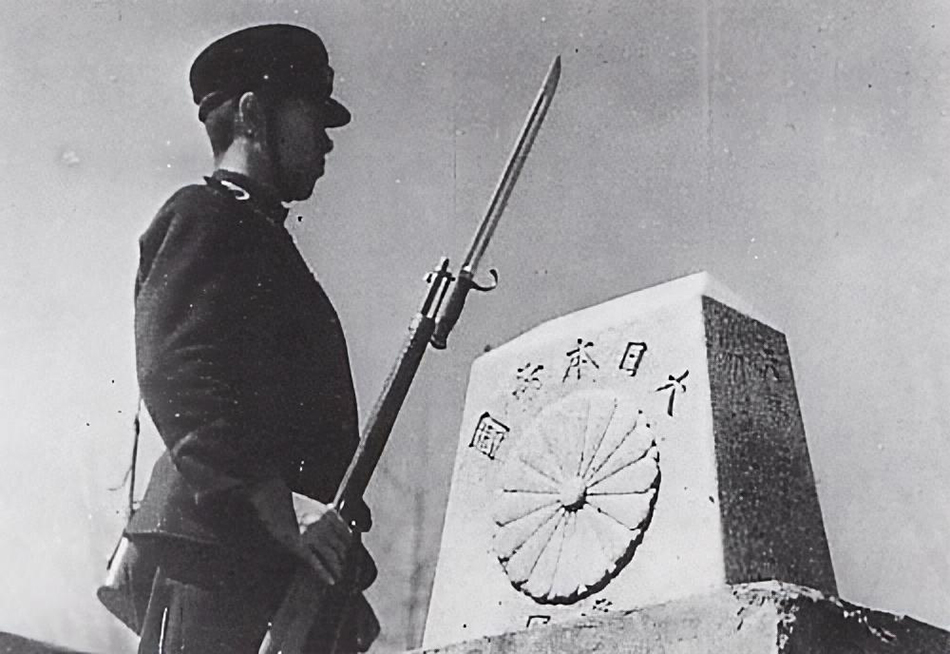
De 1899 a 1945, os japoneses usaram a muito longa baioneta com lâmina de espada Tipo 30 de 25,4cm no já muito longo fuzil Arisaka.

Antes da Primeira Guerra Mundial, a doutrina da baioneta baseava-se amplamente no conceito de "alcance"; isto é, a habilidade teórica de um soldado, por meio do uso de um fuzil extremamente longo e baioneta fixa, para apunhalar um soldado inimigo sem ter que se aproximar ao alcance da lâmina do seu oponente. Um comprimento combinado de fuzil e baioneta mais longo do que o fuzil do soldado de infantaria inimigo e a baioneta acoplada, como o pique do soldado de antigamente, foi pensado para conferir uma vantagem tática no campo de batalha.
Em 1886, o Exército Francês introduziu uma espada-baioneta quadrangular e pontiaguda de 52cm para a baioneta do fuzil Lebel Modelo 1886, a Épée-Baïonnette modèle 1886, resultando em um fuzil e baioneta com um comprimento total de 1,80m. A Alemanha respondeu introduzindo uma longa espada-baioneta para o fuzil Mauser Modelo 1898, que tinha um cano de 29 polegadas. A baioneta, a Seitengewehr 98, tinha 50cm de lâmina (19,7 polegadas). Com o comprimento total de 1,75m, a combinação fuzil/baioneta do Exército Imperial Alemão perdia apenas para o Lebel francês em "alcance" geral.
Depois de 1900, a Suíça, a Grã-Bretanha e os Estados Unidos adotaram fuzis com canos menores do que aqueles de um mosquete raiado, porém maiores do que aqueles de uma carabina. Estes eram destinados ao uso geral da infantaria e cavalaria. O "alcance" dos novos fuzis curtos com baioneta acoplada foi reduzido. A Grã-Bretanha introduziu o fuzil Lee-Enfield encurtado, o SMLE, em 1904. O fuzil alemão Mauser M1898 e espada-baioneta anexada era 20cm (oito polegadas) mais comprido do que o SMLE e sua baioneta P1903, que usava uma lâmina de 12 polegadas (30cm). Enquanto o P1903 britânico e seu predecessor semelhante, o P1888, eram satisfatórios em serviço, logo surgiram críticas quanto ao alcance reduzido. Um escritor militar da época advertiu: "O soldado alemão tem 20 centímetros a mais na discussão sobre o soldado britânico quando se trata de cruzar baionetas, e os 20 centímetros extras facilmente viram a batalha em favor dos mais longos, se ambos os homens forem de igual habilidade."
Em 1905, o Exército Alemão adotou uma baioneta encurtada de 37cm, o Seitengewehr 98/06 para tropas de engenheiros e pioneiros e, em 1908, um fuzil também curto, o Karabiner Model 1898AZ, que foi produzido em quantidades limitadas para a cavalaria, artilharia e outras tropas especializadas. No entanto, o fuzil Mauser 98 de cano longo permaneceu em serviço como a arma principal da infantaria. Além disso, as autoridades militares alemãs continuaram a promover a ideia de alcançar o oponente no campo de batalha por meio de uma combinação de fuzil/baioneta mais longos, um conceito destacado em suas doutrinas de treinamento de baioneta de infantaria. Isso incluía o ponto de arremesso ou ataque estendido de impulso e estocada. Usando essa tática, o soldado alemão se colocava meio-agachado, com o fuzil e a baioneta calada perto do corpo. Nesta posição, o soldado a seguir impulsionava seu fuzil para a frente, depois largava a mão de apoio enquanto dava um passo à frente com o pé direito, estendendo simultaneamente o braço direito em toda a extensão com o fuzil estendido segurado apenas pela mão direita. Com uma "zona de matança" máxima de cerca de onze pés (3,35m), o ataque de baioneta com ponta de arremesso dava um aumento impressionante no "alcance" e foi mais tarde adotado por outras forças militares, incluindo o Exército dos EUA.
Em resposta às críticas sobre o alcance reduzido do fuzil e baioneta SMLE, as autoridades britânicas introduziram a baioneta P1907 em 1908, que tinha uma lâmina alongada de cerca de 17 polegadas (43cm) para compensar o comprimento total reduzido do fuzil SMLE. A baioneta de 1907 era essencialmente uma cópia da baioneta japonesa Tipo 30, pois a Grã-Bretanha comprou vários fuzis japoneses Tipo 30 para a Marinha Real nos anos anteriores. As autoridades norte-americanas, por sua vez, adotaram uma baioneta longa (lâmina de 40cm) para o fuzil curto M1903 Springfield, a baioneta M1905; mais tarde, uma longa espada-baioneta também foi fornecida para o fuzil M1917 Enfield.

### Reversão de opinião
1. M1905;
2. M1;
3. Baioneta pontiaguda Bowie M1905E1 (uma versão reduzida da M1905);
4. Baioneta M4 para a carabina M1.

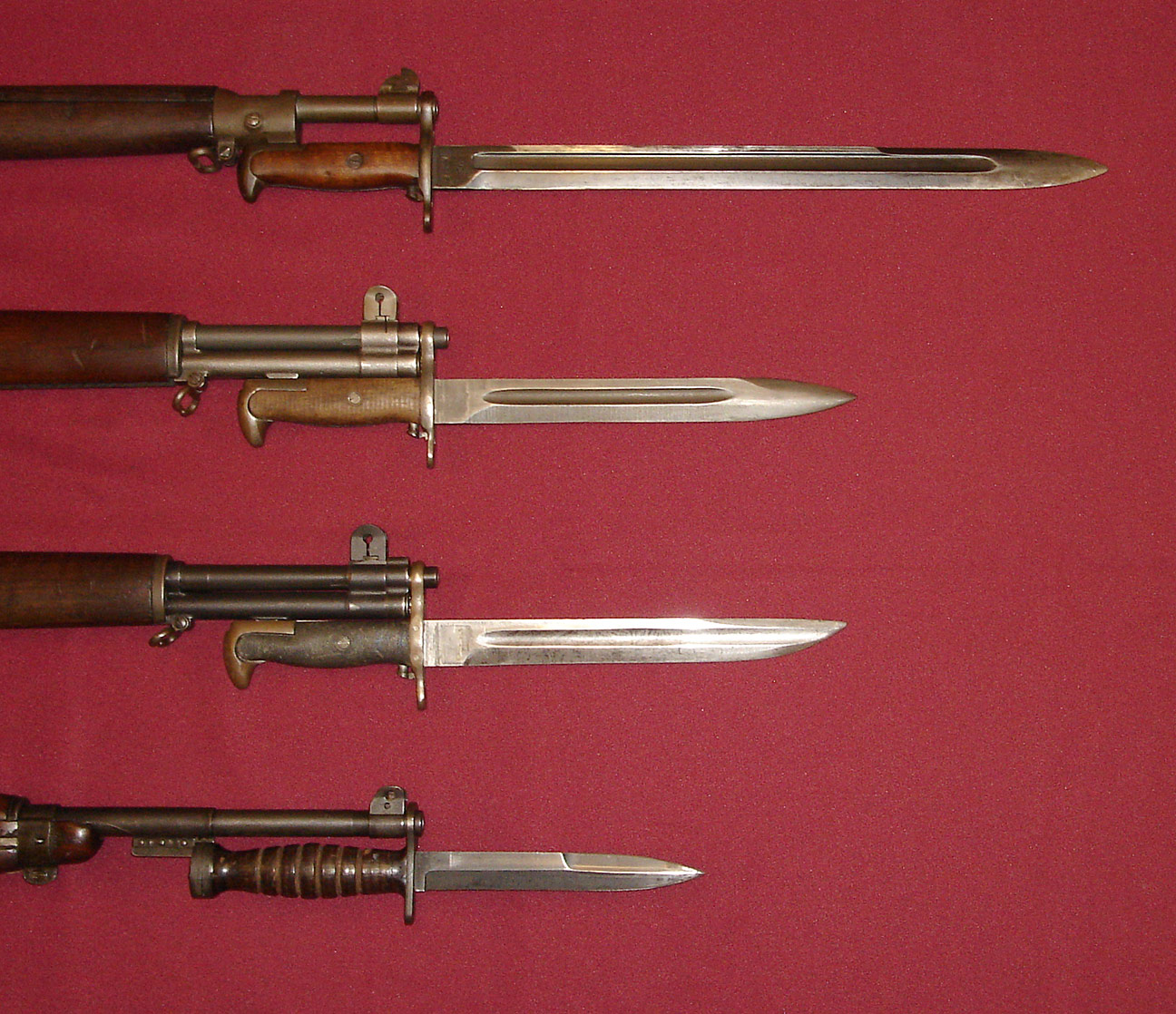
Baionetas militares americanas; de cima para baixo:

A experiência da Primeira Guerra Mundial inverteu a opinião sobre o valor dos fuzis e baionetas longos nas operações típicas de combate de infantaria. Seja nos espaços confinados da guerra de trincheiras, incursões noturnas e patrulhamento, ou atacando através de terreno aberto, os soldados de ambos os lados logo reconheceram as limitações inerentes de um fuzil e baioneta longos e desajeitados quando usados como arma de combate aproximado. Depois que os soldados aliados foram treinados para esperar o ponto de arremesso ou o ataque estendido de impulso e estocada, o método perdeu a maior parte do seu valor tático no campo de batalha da Primeira Guerra Mundial. Ele exigia um braço e pulso fortes, era muito lento para se recuperar caso o impulso inicial errasse o alvo e era facilmente defendido por um soldado que foi treinado para esperar por isso, expondo assim o soldado alemão a um golpe de retorno o qual ele não poderia bloquear ou aparar facilmente. Em vez de baionetas mais longas, as forças de infantaria de ambos os lados começaram a fazer experiências com outras armas como armas auxiliares de curto alcance, incluindo facas de trincheira, pistolas, granadas de mão e ferramentas de sapa.
Os soldados logo começaram a empregar a baioneta como uma faca e também como acessório para o fuzil, e as baionetas eram freqüentemente encurtadas — oficialmente ou não-oficialmente — para torná-las mais versáteis e fáceis de usar como ferramentas, ou para manobrar em ambientes fechados. Durante a Segunda Guerra Mundial, as baionetas foram encurtadas ainda mais como armas do tamanho de facas para dar-lhes utilidade adicional como facas de combate ou estiletes. A grande maioria das baionetas modernas introduzidas desde a Segunda Guerra Mundial são do tipo baioneta de faca.

## Carga de baioneta
O desenvolvimento da baioneta em meados do século XVII, fez com que a carga de baioneta se tornasse a principal tática da infantaria até o século XIX e início do século XX. Já no século XIX, os estudiosos militares notaram que a maioria das cargas de baioneta não resultava em combate corpo-a-corpo. Em vez disso, um lado geralmente fugia antes que a batalha real de baionetas ocorresse. O ato de calar baionetas tem sido considerado principalmente relacionado ao moral, a emissão de um sinal claro para amigos e inimigos de uma disposição para matar de perto.

### Guerras Napoleônicas

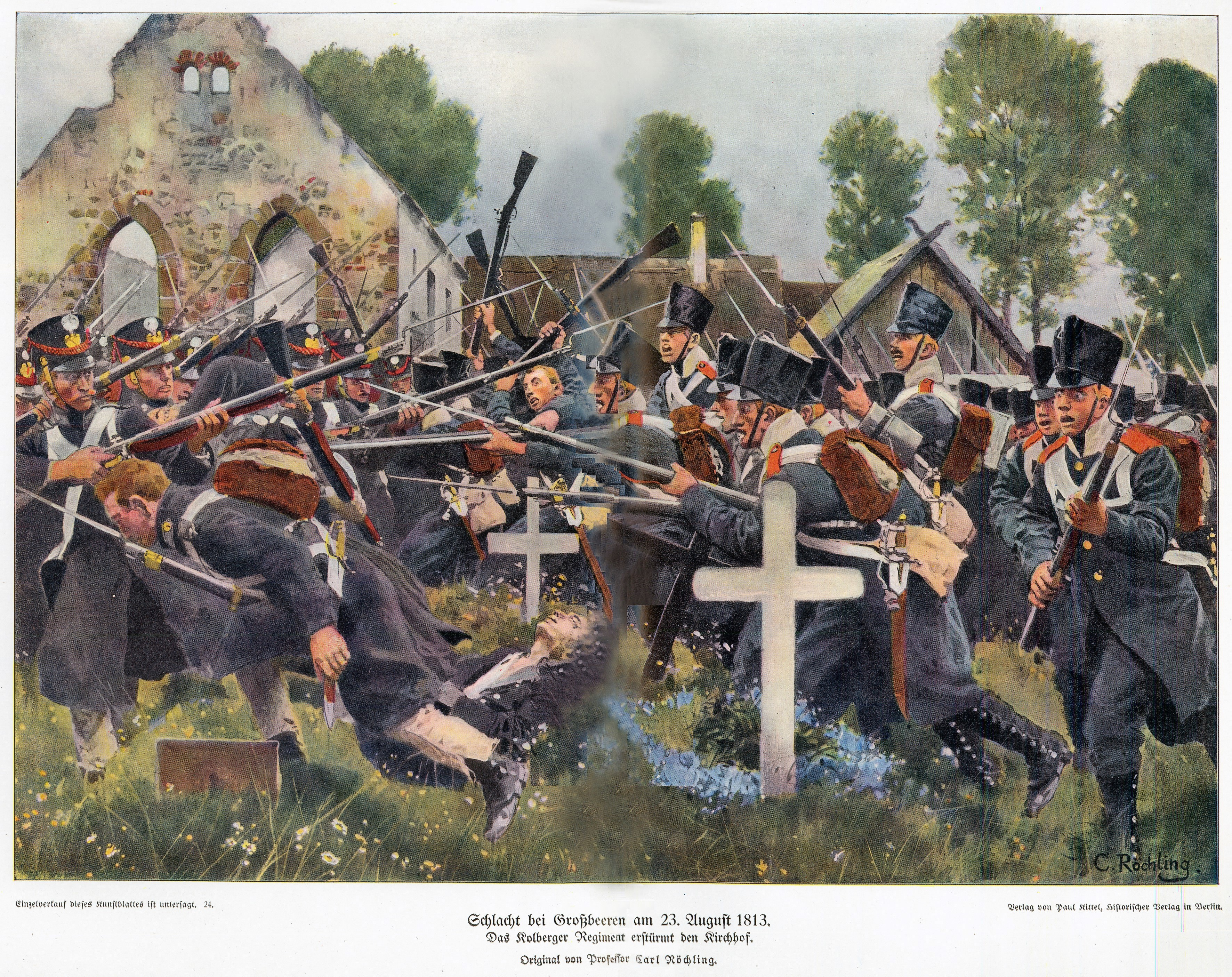
Uma carga de baioneta durante a Batalha de Großbeeren (1813).

A carga de baioneta era uma tática comum usada durante as Guerras Napoleônicas. Apesar da sua eficácia, uma carga de baioneta não causaria necessariamente baixas substanciais pelo uso da arma propriamente dita. Listas detalhadas de baixas em batalha do século XVIII mostraram que em muitas batalhas, menos de 2% de todos os ferimentos tratados foram causados por baionetas. Antoine-Henri Jomini, um célebre autor militar que serviu em vários exércitos durante o período napoleônico, afirmou que a maioria das cargas de baioneta em campo aberto resultaram em um lado fugindo antes que qualquer contato fosse feito. O combate com baionetas ocorria, mas principalmente em pequena escala quando as unidades de lados opostos se encontravam em um ambiente confinado, como durante o assalto a fortificações ou durante escaramuças de emboscada em terreno acidentado. Em uma era de tiro por voleio emassado, quando comparada a balas invisíveis aleatórias, a ameaça da baioneta era muito mais tangível e imediata — garantia de levar a uma conclusão pessoal e horrível se ambos os lados persistissem. Tudo isso encorajava os homens a fugirem antes que as linhas se encontrassem. Assim, a baioneta era uma arma extremamente útil para capturar terreno do inimigo, apesar de raramente ser usada para infligir ferimentos.

### Guerra Civil Americana

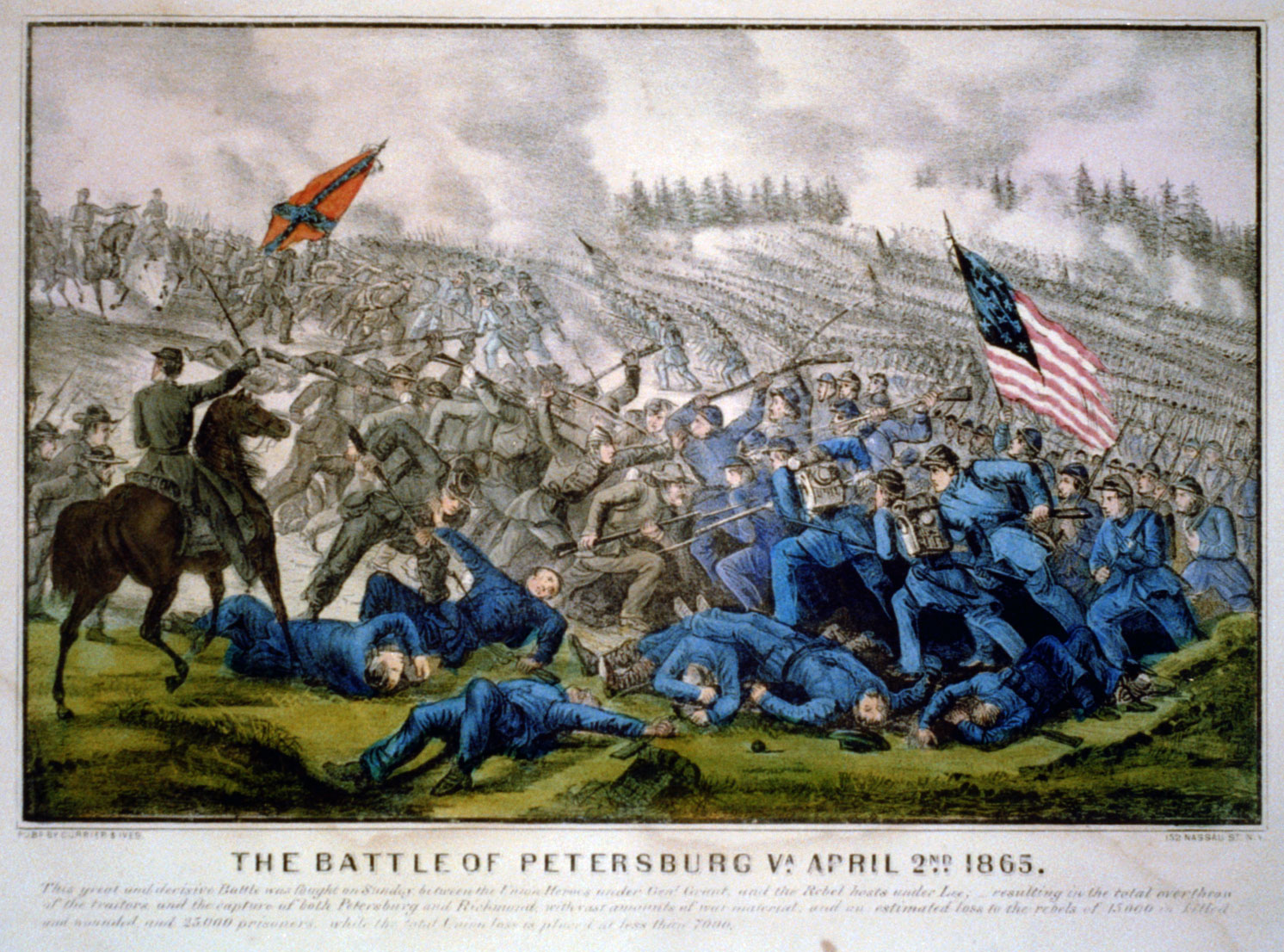
Uma carga de baioneta durante a Guerra Civil Americana.

Durante a Guerra Civil Americana (1861-1865), a baioneta foi considerada responsável por menos de 1% das baixas no campo de batalha, uma marca registrada da guerra moderna. O uso de cargas de baioneta para forçar o inimigo a recuar foi muito bem-sucedido em numerosos combates de pequenas unidades a curto alcance na Guerra de Secessão, já que a maioria das tropas recuava quando atacada enquanto recarregava (o que pode levar até um minuto com pólvora solta, mesmo para tropas treinadas). Embora tais cargas infligissem poucas baixas, muitas vezes decidiam confrontos curtos, e a posse tática de importantes recursos defensivos terrestres. Além disso, a execução da ordem unida de baioneta poderia ser usado para reunir homens temporariamente desconcertados pelo fogo inimigo.
Embora a Batalha de Gettysburg tenha sido vencida pelos exércitos da União principalmente devido a uma combinação de terreno e fogo de artilharia em massa, um ponto decisivo no segundo dia da batalha dependeu de uma carga de baioneta; em Little Round Top quando o 20º Regimento de Infantaria de Voluntários do Maine, liderado pelo Coronel Joshua Lawrence Chamberlain, ficando sem munição de mosquete, carregou morro abaixo, surpreendendo e capturando muitos dos soldados sobreviventes do 15º Regimento de Infantaria do Alabama e outros regimentos confederados. O posteriormente General Joshua Chamberlain receberia a Medalha de Honra por sua defesa de Little Round Top anos depois, com uma medalha em 1893 e outra em 1904. A carga de baioneta em Little Round Top foi recriada na filme Gettysburg, de 1993, com Jeff Daniels interpretando o Cel. Chamberlain. Outras cargas de baioneta ocorreram em Gettysburg, como a do 1º Regimento de Infantaria de Minnesota; que foi ordenada em desespero pelo General Hancock no início de 2 de julho para atrasar o avanço de uma brigada confederada o suficiente para trazer reforços para a linha furada da União em Cemetery Ridge. Ainda outra carga de baioneta foi conduzida tarde da noite em 2 de julho pelo 137º Regimento de Infantaria de Nova York defendendo o flanco extremo direito da linha da União em Culp's Hill. A carga de várias companhias conseguiu temporariamente paralisar o avanço do 10º Regimento de Infantaria da Virgínia tempo suficiente para o 14º do Brooklyn se mover para a direita do 137º e repelir o ataque.

### Subindo o parapeito

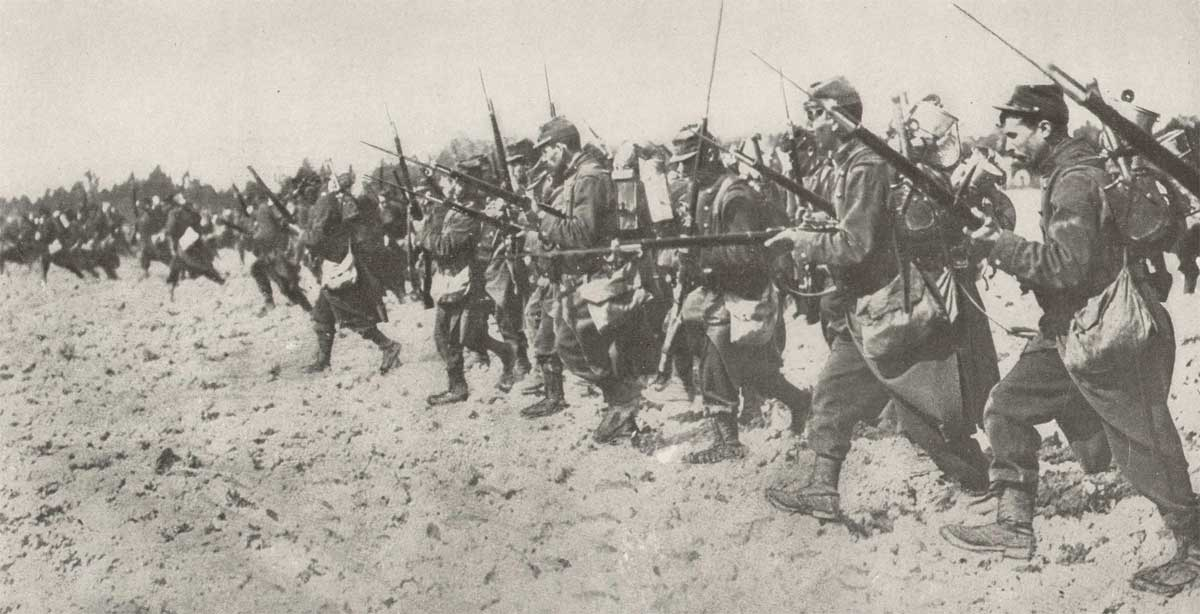
Carga de baioneta da infantaria francesa com fuzis Lebel Mle 1886, em 1913.

A imagem popular de um combate na Primeira Guerra Mundial é a de uma onda de soldados com baionetas caladas, "subindo o parapeito" e avançando pela terra de ninguém sob uma saraivada de fogo inimigo. Embora esse fosse o método padrão de luta no início da guerra, raramente era bem-sucedido. As baixas britânicas no primeiro dia da Batalha do Somme foram as piores da história do Exército Britânico, com 57.470 baixas britânicas, das quais 19.240 mortos.
Durante a Primeira Guerra Mundial, a terra de ninguém costumava ter centenas de metros de largura. A área foi geralmente devastada pela guerra e crivada de crateras de artilharia e morteiros, e às vezes contaminada por armas químicas. Fortemente defendida por metralhadoras, morteiros, artilharia e fuzileiros de ambos os lados, era freqüentemente coberta com arame farpado e minas terrestres, e coberta de cadáveres apodrecidos daqueles que não conseguiram atravessar o mar de balas, explosões e chamas. Um ataque de baioneta através da terra de ninguém freqüentemente resultava na aniquilação total de batalhões inteiros.

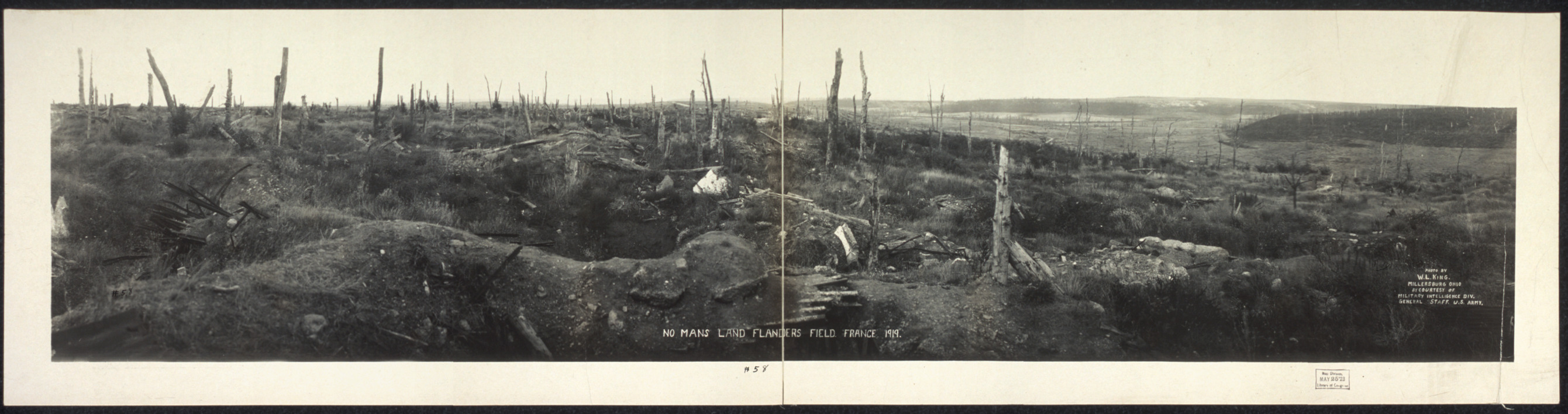
Um trecho de terra de ninguém nos Campos da Flandres, França, 1919.

### Cargas Banzai

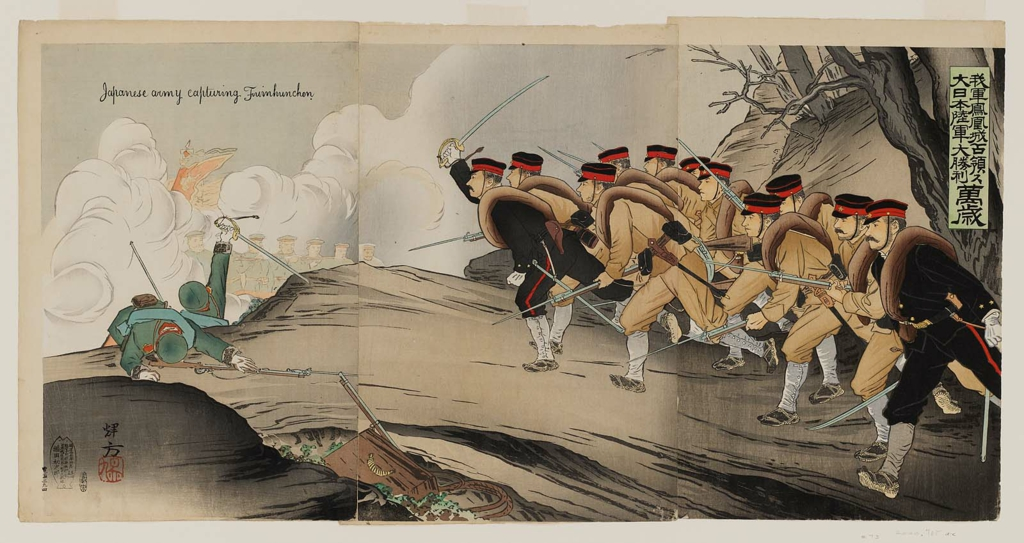
Impressão em xilogravura japonesa representando uma carga de infantaria na Guerra Russo-Japonesa.

O advento da guerra moderna no século XX tornou as cargas de baioneta assuntos duvidosos. Durante o Cerco de Port Arthur (1904–05), os japoneses usaram ataques suicidas com ondas humanas contra a artilharia e metralhadoras russas, sofrendo baixas maciças. Uma descrição do resultado foi que uma "massa espessa e contínua de cadáveres cobriu a terra fria como um [tapete]".

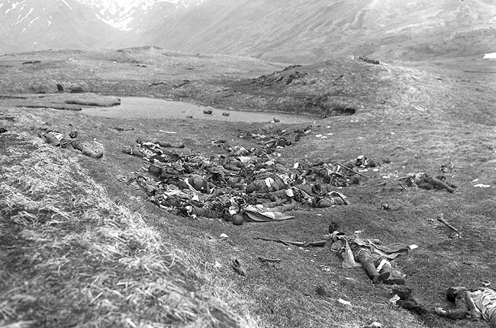
Tropas japonesas mortas jazem onde caíram na Ilha de Attu após uma carga banzai final contra as forças americanas em 29 de maio de 1943 durante a Batalha de Attu

No entanto, durante a Segunda Guerra Sino-Japonesa, os japoneses foram capazes de usar eficazmente cargas de baioneta contra tropas chinesas mal-organizadas e mal-armadas. As "Cargas Banzai" tornaram-se uma tática militar aceita, onde as forças japonesas foram capazes de desbaratar rotineiramente forças chinesas maiores.
Nos primeiros estágios da Guerra do Pacífico, uma súbita carga banzai poderia sobrepujar pequenos grupos de soldados inimigos despreparados para tal ataque. Mas, no final da guerra, contra forças aliadas bem organizadas e fortemente armadas, uma carga banzai infligiria poucos danos, enquanto seus participantes sofreriam perdas terríveis. Na melhor das hipóteses, elas foram conduzidas como último recurso por pequenos grupos de soldados sobreviventes quando a batalha principal já estava perdida. Na pior das hipóteses, elas desperdiçariam recursos valiosos em homens e armas, o que aceleraria a derrota.
Durante a campanha de Guadalcanal, o Coronel Kiyonao Ichiki liderou 800 soldados em um ataque direto à linha americana que guardava o aeródromo de Henderson Field na Batalha do Tenaru, em 21 de agosto de 1942. Após o combate em pequena escala na selva, a força de Ichiki montou uma carga banzai contra o inimigo; no entanto, contra uma linha de defesa americana organizada, a maioria dos soldados japoneses foram mortos e Ichiki posteriormente cometeu suicídio.

Alguns comandantes japoneses, como o General Tadamichi Kuribayashi, reconheceram a futilidade e o desperdício de tais ataques e proibiram expressamente seus homens de executá-los. De fato, os americanos ficaram surpresos com o fato dos japoneses não empregarem cargas banzai na Batalha de Iwo Jima. De acordo com o historiador militar Shigetoki Hosoki:
"Este escritor ficou surpreso ao encontrar os seguintes comentários no 'Iwo Jima Report', uma coleção de memórias de sobreviventes de Iwo Jima. 'Os homens que vimos não pesavam mais de trinta quilos e não pareciam humanos. No entanto, esses soldados emaciados que pareciam vir de Marte enfrentaram o inimigo com uma força inacreditável. Senti um moral elevado.' Mesmo sob tais circunstâncias, os abrigos subterrâneos que os japoneses construíram se mostraram vantajosos por um tempo. Os morteiros e bombardeios inimigos não conseguiram alcançá-los a dez metros de profundidade. Foi então que os americanos começaram a cavar buracos e despejaram gás de fósforo amarelo no solo. A infantaria deles também estava abrindo caminho pelas passagens, devagar e sempre, a uma taxa de dez metros por hora. Um telegrama foi preservado que diz: 'Isto é como matar baratas'. As tropas americanas faziam avanços diários para o norte. Na noite de 16 de março, eles relataram que haviam ocupado completamente a ilha de Iwo Jima."

- Picture Letters from the Commander-in-Chief, página 237.
Este não foi o fim das cargas banzai, no entanto. As cargas Banzai executadas como um ato final honroso, quando a batalha estava perdida, era conhecida como Gyokusai, "Despedaçando-se como uma jóia", e foi usada em combate até a rendição japonesa. Um ano antes da Batalha de Iwo Jima, o primeiro-ministro General Hideki Tojo anunciara sua “declaração de emergência” em fevereiro de 1944, com a chamada arrebatadora de ichioku gyokusai, “100 milhões de gyokusai”. Era uma exigência que toda a população japonesa de 100 milhões de pessoas estivesse preparada para morrer gloriosamente contra o invasor estrangeiro.
A maior carga banzai da guerra ocorreu no final da Batalha de Saipan, quando o General Yoshitsugu Saitō reuniu quase 4.300 soldados japoneses, feridos e alguns civis para uma enorme gyokusai. Os feridos em muletas carregavam pistolas e os civis portavam lanças de bambu por falta de armas disponíveis. Em 7 de julho de 1944, o assalto japonês chocou-se violentamente contra os 1º e 2º Batalhões do 105º Regimento de Infantaria do Exército Americano, o qual perdeu quase 2.000 homens e foi parcialmente destruído. A carga banzai gerou uma batalha campal de 15 horas, com quase todos os japoneses sendo mortos. A última carga banzai ocorreu durante a invasão soviética da Manchúria, quando o 1º Exército da Bandeira Vermelha invadiu Mudanjiang, o 5º Exército soviético ao sul continuou seu avanço para o oeste, envolvendo e destruindo o 278º Regimento de Infantaria japonês, cujos sobreviventes montaram uma última carga banzai em vez de se renderem.

### Ataque de onda humana
O termo "ataque de onda humana" foi frequentemente mal utilizado para descrever o "ataque curto" chinês — uma combinação de infiltração e táticas de choque empregadas pelo Exército Chinês durante a Guerra da Coreia. Um ataque curto típico chinês era realizado durante a noite através do envio de uma série de pequenas esquadras de cinco homens para atacar o ponto mais fraco das defesas do inimigo. A equipe de assalto chinesa rastejaria sem ser detectada dentro do alcance das granadas, então lançaria ataques surpresa com baionetas caladas contra os defensores a fim de romper as defesas contando com o máximo de choque e confusão.
Se o choque inicial não rompesse as defesas, esquadras-de-tiro adicionais pressionariam por trás dessas defesas e atacariam no mesmo ponto até que um rompimento fosse criado. Assim que a penetração fosse alcançada, o grosso das forças chinesas se moveria para a retaguarda inimiga e atacaria por trás. Devido aos sistemas de comunicação primitivos e controles políticos rígidos dentro do exército chinês, ataques curtos eram freqüentemente repetidos até que as defesas fossem penetradas ou os atacantes fossem completamente aniquilados.
Este padrão de ataque persistente deixou uma forte impressão nas forças da ONU que lutaram na Coreia, dando origem à descrição de "onda humana". O termo "onda humana" foi mais tarde usado por jornalistas e autoridades militares para transmitir a imagem dos soldados americanos sendo atacados por um número esmagador de chineses em uma frente ampla, o que é impreciso quando comparado com a prática chinesa normal de enviar sucessivas séries de pequenas equipes contra um ponto fraco na linha. Na verdade, era raro que os chineses usassem formações de infantaria densamente concentradas para absorver o poder de fogo inimigo.

### Últimos vivas

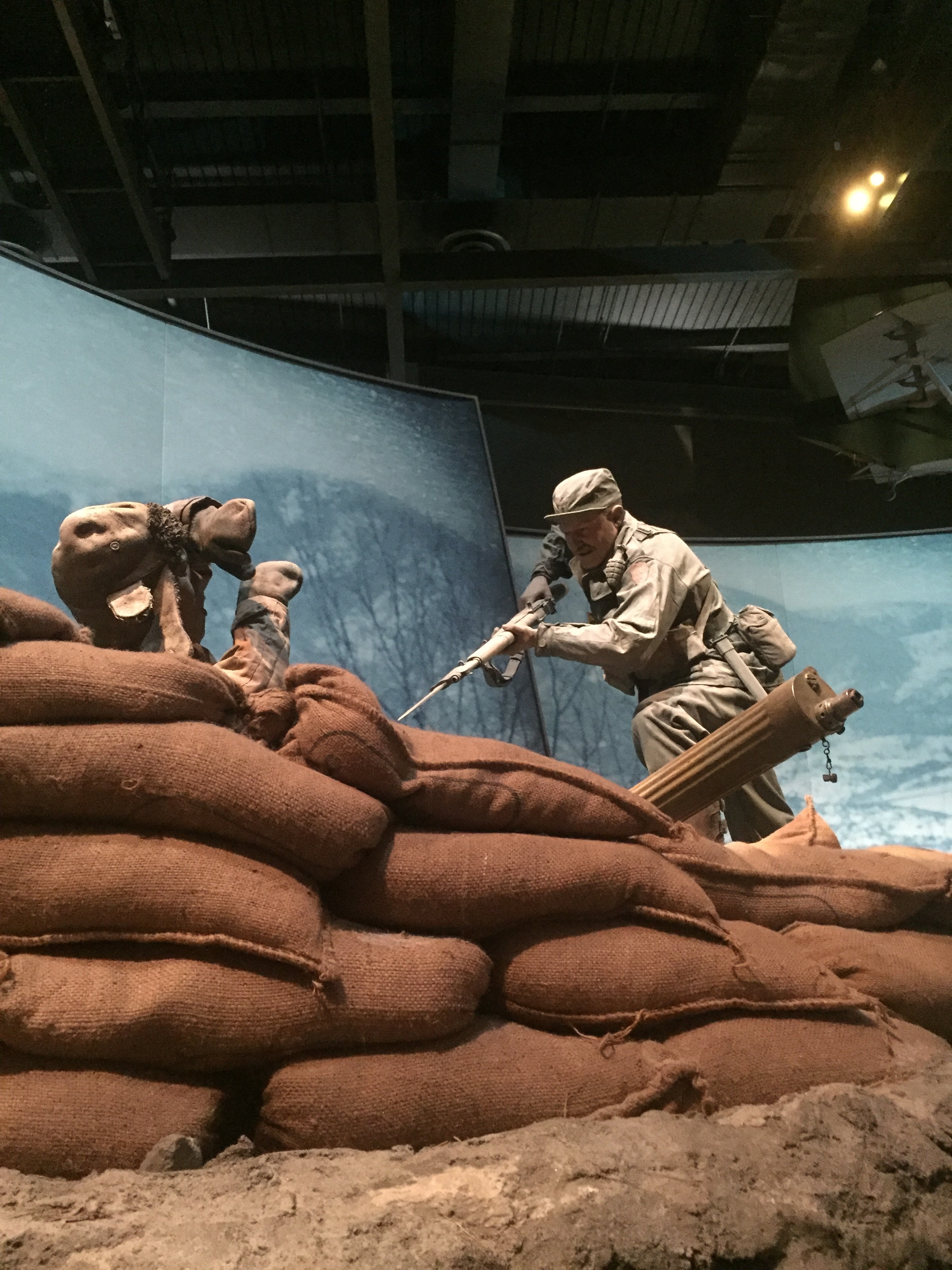
Diorama em tamanho real no Museu de Infantaria do Exército dos EUA em Fort Benning, na Geórgia, retratando a carga de Millett na Colina 180 durante a Guerra da Coreia, que resultou em seu recebimento da Medalha de Honra.

Durante a Guerra da Coreia, o Batalhão Francês e a Brigada Turca foram adeptos do uso de baionetas contra o inimigo.
"Os franceses, como o General Ridgway e os turcos, acreditavam na eficiência da baioneta. (A própria palavra bayonette deriva da cidade francesa de Bayonne.) Eles também desenvolveram suas próprias e terríveis táticas de "aço frio": cavavam duas linhas paralelas de trincheiras e deixavam que os comunistas ocupassem a primeira delas; depois, antes que o inimigo consolidasse suas posições, os combatentes franceses saltavam inopinadamente da segunda e executavam um ataque de surpresa, espetando os chineses com suas pontiagudas baionetas. [...] O feito mais notável, pelo qual, estranhamente, o batalhão [francês] não recebeu menção presidencial, foi a atuação na tomada da crista Heartbreak - mais uma vez, mediante carga de baioneta."— Stanley Sandler, A Guerra da Coreia, Capítulo 9: A Primeira Guerra das Nações Unidas, pg. 216-217.
O oficial do Exército dos Estados Unidos, Lewis L. Millett, liderou soldados do 27º Regimento de Infantaria na destruição de uma posição de metralhadora com baionetas. O historiador SLA Marshall descreveu o ataque como "a carga de baioneta mais completa das tropas americanas desde Cold Harbor". Dos cerca de 50 inimigos mortos, cerca de 20 foram encontrados mortos por baionetas, e o local posteriormente tornou-se conhecido como Bayonet Hill (Colina da Baioneta). Esta foi a última carga de baioneta do Exército dos EUA. Por sua liderança durante o ataque, Millett foi condecorado com a Medalha de Honra. A medalha foi formalmente apresentada a ele pelo presidente Harry S. Truman em julho de 1951. Ele também recebeu a segunda condecoração mais alta do Exército, a Cruz de Serviço Distinto, por liderar outra carga de baioneta no mesmo mês.

Em 1982, o Exército Britânico executou cargas de baioneta durante a Guerra das Malvinas, notadamente o 3º Batalhão, do Regimento de Pára-quedas durante a Batalha do Monte Longdon e o 2º Batalhão, Guardas Escoceses durante o assalto final do Monte Tumbledown.

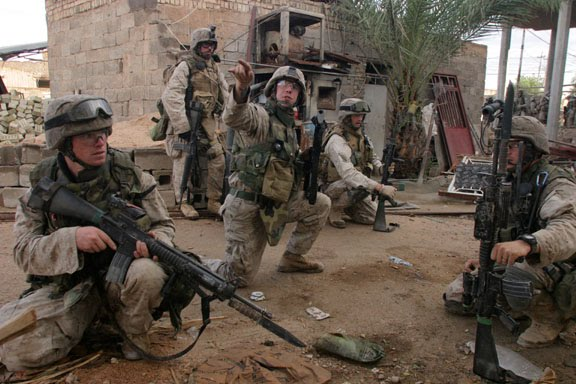
Fuzileiros navais americanos com baionetas OKC-3S caladas nos seus fuzis M16A2 durante a Segunda Batalha de Falluja, no Iraque, em novembro de 2004.

Em 1995, durante o cerco de Sarajevo, soldados de infantaria franceses do 3º Regimento de Infantaria de Fuzileiros Navais realizaram uma carga de baioneta contra as forças sérvias na Batalha da Ponte de Vrbanja. As ações lideradas pelo regimento permitiram que os capacetes azuis das Nações Unidas saíssem de uma posição passiva devido a um engajamento pela primeira vez em resposta a hostilidades. Duas fatalidades resultaram deste evento com outros dezessete feridos. O ex-comandante das Forças Armadas Francesas (CEMA), o General François Lecointre, participou dessa carga de baioneta como capitão.
Durante a Segunda Guerra do Golfo e na Guerra no Afeganistão, as unidades do Exército Britânico executaram cargas de baioneta. Em 2004, no Iraque, na Batalha de Danny Boy, os Argyll e Sutherland Highlanders carregaram à baioneta posições de morteiros contendo mais de 100 membros do Exército Mahdi. O combate corpo-a-corpo que se seguiu resultou em uma estimativa de mais de 40 insurgentes mortos e 35 corpos recolhidos (muitos flutuaram rio abaixo) e nove prisioneiros. O sargento Brian Wood, do Regimento Real da Princesa de Gales, foi condecorado com a Cruz Militar por sua participação na batalha.
Em 2009, o tenente James Adamson do Regimento Real da Escócia foi condecorado com a Cruz Militar por uma carga de baioneta durante uma missão no Afeganistão: depois de matar um combatente talibã, Adamson ficou sem munição quando outro inimigo apareceu. Ele imediatamente carregou sobre o segundo combatente talibã e o baionetou. Em setembro de 2012, o cabo Lance Sean Jones do Regimento da Princesa de Gales foi condecorado com a Cruz Militar por seu papel em uma carga de baioneta que ocorreu em outubro de 2011.

## Baionetas contemporâneas

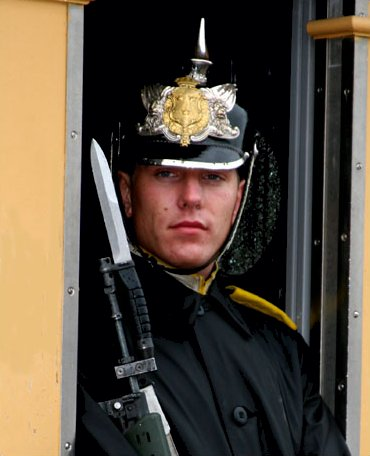
Um militar da Guarda Real Sueca em serviço no Palácio Real de Estocolmo. Ele tem a baioneta calada no seu fuzil Ak 5 e usa o famoso capacete Pickelhaube.

Hoje, a baioneta raramente é usada em combate corpo a corpo. Apesar de suas limitações, muitos fuzis de assalto modernos (incluindo desenhos bullpup) mantêm um retém de baioneta e a baioneta ainda é fornecida por muitos exércitos. A baioneta ainda é usada para controlar prisioneiros ou como arma de último recurso. Além disso, algumas autoridades concluíram que a baioneta serve como um auxílio de treinamento útil para construir o moral e aumentar a agressividade desejada nas tropas. Esta característica psicológica mantém o uso dessa arma por causa do "espírito da baioneta". A baioneta calada inspira a confiança nos soldados e a ameaça do uso do "aço frio" no inimigo. Os fuzileiros navais americanos calaram baionetas durante a Segunda Batalha de Falluja por essa expressa razão. Outro exemplo do uso da baioneta é o costume no Exército Britânico das sentinelas calarem baioneta após o pôr do sol. Notou-se que as tropas atiravam muito alto no escuro, então o peso da baioneta no cano lembraria o soldado de atirar mais baixo.
As baionetas de hoje geralmente funcionam como facas utilitárias multiuso, abridores de garrafas ou facas de arremesso. O fornecimento de uma baioneta/faca multifuncional moderna também é mais econômico do que o fornecimento de baionetas especializadas separadas, facas de campanha e de facas de combate.

### União Soviética

Soldado soviético com baioneta calada guardando a Chama Eterna no Mamaev Kurgan, na "cidade heróica" de Stalingrado, na Rússia, 1975.

O AK-47 original tem uma baioneta adequada porém nada notável. No entanto, a baioneta AKM Tipo I (introduzida em 1959) foi um projeto revolucionário. Tem uma lâmina tipo Bowie (ponta cortante) com dentes de serra ao longo do dorso e pode ser usada como faca de sobrevivência multiuso e cortador de arame quando combinada com sua bainha de aço. Este projeto foi copiado por outras nações e formou a base da baioneta M9 americana. A baioneta 6Kh5 do AK-74 (introduzida em 1983) representa um refinamento adicional da baioneta do AKM. "Ela introduziu uma seção transversal de lâmina radical, que tem uma superfície plana fresada em um lado próximo ao fio e uma superfície plana correspondente fresada no lado oposto próximo ao falso fio." A lâmina tem uma nova ponta de lança e um cabo de plástico aprimorado moldado de uma só peça, tornando-a uma faca de combate mais eficaz. Também possui dentes de serra no gume falso e o orifício usual para uso como cortador de arame. Cada uma das versões de cortador de arame das baionetas AK tem um cabo isolado eletricamente e uma parte isolada eletricamente da bainha, para que possa ser usada para cortar arame eletrificado.

O fuzil sniper SVD Dragunov é equipado para usar baioneta, pois a experiência de guerra soviética ditava que snipers seriam envolvidos em combate aproximado e eram esperados que participassem em cargas de baioneta.

### Estados Unidos
O fuzil americano M16 usava a baioneta M7, que é baseada em desenhos anteriores, como os modelos M4, M5 e M6, todos descendentes diretos da Faca de Combate M3 e têm uma lâmina de ponta de lança com uma ponta secundária afiada pela metade. A M9 mais recente tem uma lâmina de ponta cortante com dentes de serra ao longo do dorso e pode ser usada como uma faca multiuso e um cortador de arame quando combinada com sua bainha. Podendo até mesmo ser usada por tropas para abrir caminho através da pele de metal relativamente fina de um helicóptero ou avião acidentado. A atual baioneta OKC-3S do USMC tem uma semelhança com a icônica faca de combate Ka-Bar dos fuzileiros navais com serrilhados perto do cabo.

### República Popular da China
O fuzil de assalto AK-47 foi copiado pela China como o fuzil de assalto Tipo 56 e inclui uma baioneta pontiaguda dobrável integral, semelhante à do fuzil SKS. Alguns fuzis Tipo 56 também podem usar a baioneta AKM Tipo II. O mais recente fuzil chinês, o QBZ-95, tem a baioneta de faca multiuso semelhante à M9 americana.

### Bélgica
O FN FAL possui dois tipos de baioneta. A primeira é uma baioneta de ponta de lança tradicional. A segunda é a baioneta de soquete Tipo C introduzida na década de 1960. Possui uma alça oca que se encaixa sobre a boca do cano e com ranhuras que se alinham com aquelas dos quebra-chamas do FAL de 22mm de especificação da OTAN. Sua lâmina em forma de lança é deslocada para o lado do cabo para permitir que a bala passe ao lado da lâmina.

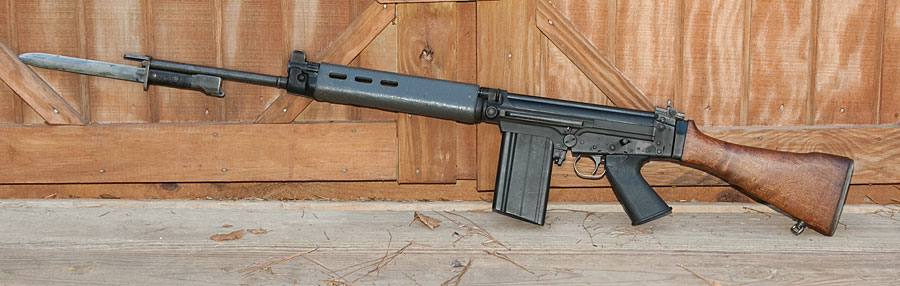
Baioneta Tipo A do FN FAL, de modelo tradicional.
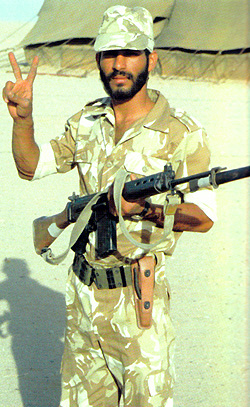
Um soldado kuwaitiano com a baioneta Tipo A do FN FAL.
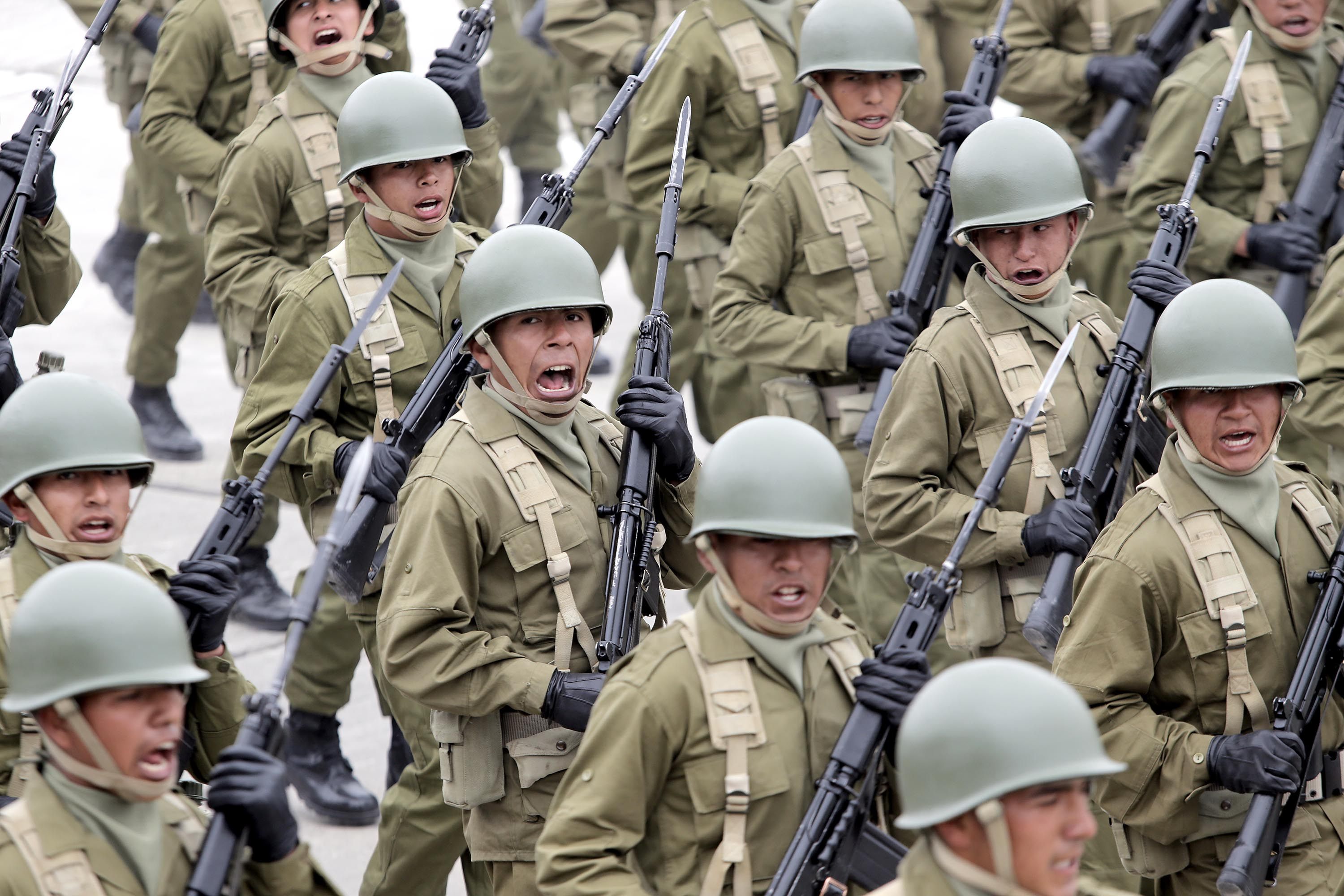
Soldados peruanos desfilando com a baioneta Tipo C.

### Brasil
O Brasil é majoritariamente armado com fuzis FAL nas forças armadas e forças auxiliares (polícias paramilitares), tendo em dotação a baioneta Tipo C do FAL. Os fuzileiros navais também são equipados com o fuzil M16A2, com o seu modelo de sabre-baioneta. O protótipo bullpup LAPA FA-03 possuía uma baioneta com retém anelar colocado no quebra-chama.

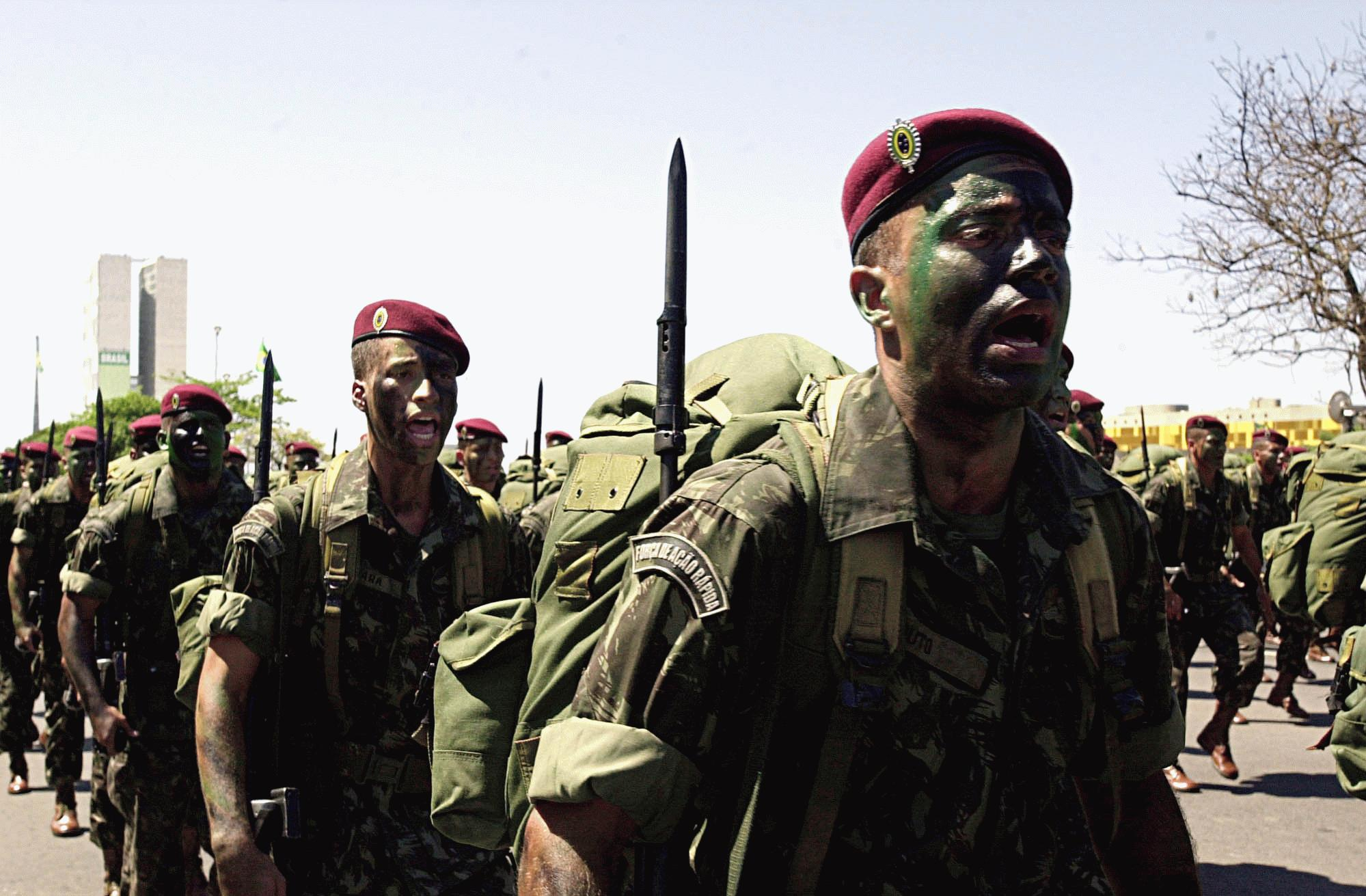
Paraquedistas brasileiros com a baioneta Tipo C do FN FAL.
LAPA FA-03: fuzil brasileiro, do tipo bullpup e com baioneta, projetado por Nelmo Suzano (1930-2013).[96]

### Reino Unido
A atual baioneta de soquete L3A1 britânica é baseada na baioneta de soquete Tipo C do FN FAL com uma lâmina de ponta de grampo. Ela tem uma alça oca que se encaixa sobre o cano do fuzil SA80/L85 e ranhuras que se alinham com aquelas do quebra-chamas. A lâmina é deslocada para o lado do cabo para permitir que a bala passe ao lado da lâmina. Também podendo ser usada como faca multiuso e cortador de arame quando combinada com sua bainha. A bainha também tem uma pedra de amolar e lâmina de serra dobrável.

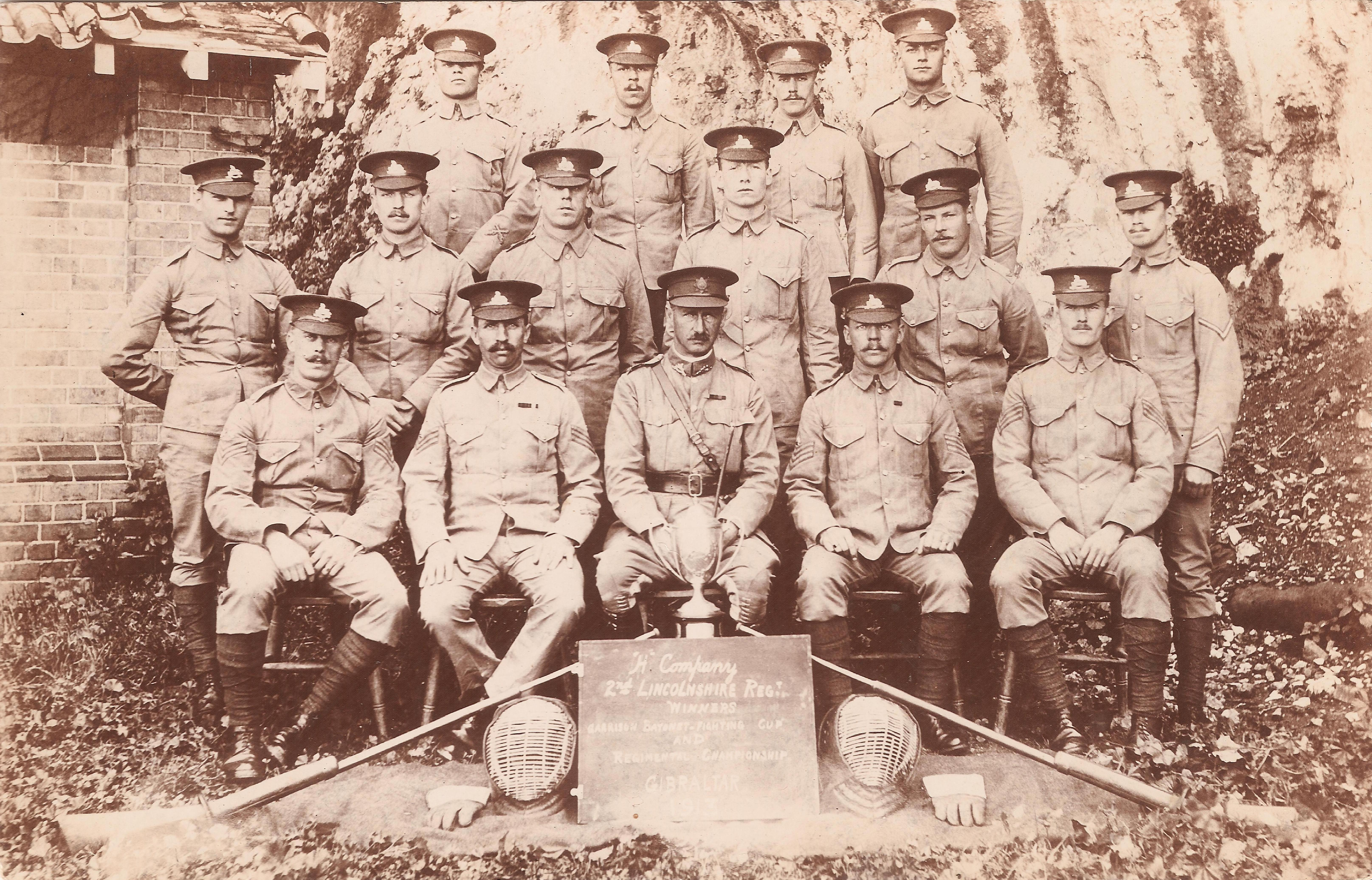
Equipe competitiva de baionetas da Companhia "H", 2º Batalhão, Regimento de Lincolnshire, equipada com armas falsas não-letais, na colônia-fortaleza imperial de Gibraltar em 1913.
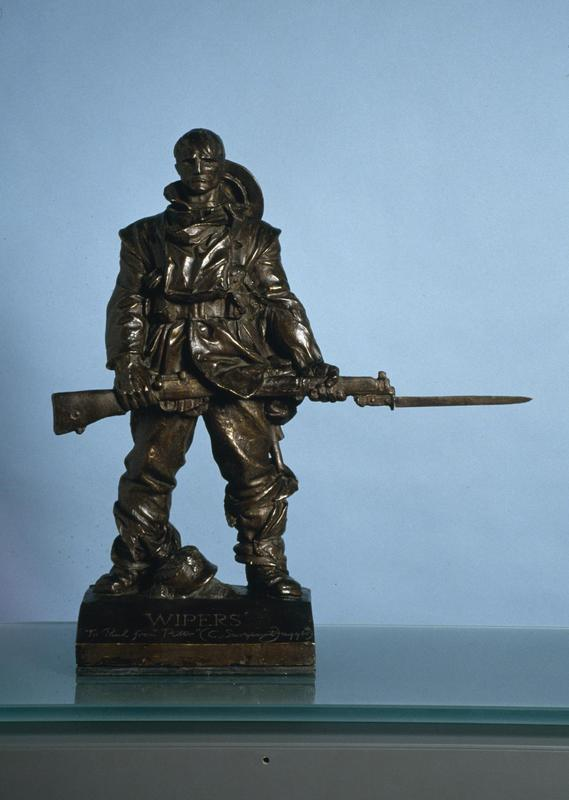
Wipers, maquete com baioneta do Hoylake War Memorial, em West Kirby, no Reino Unido.

### Alemanha
O fuzil H&K G3 usa dois tipos de baionetas, ambas montadas acima do cano do G3. A primeira é a baioneta G3 padrão que possui uma lâmina semelhante à M7 americana. A segunda é uma baioneta de faca multiuso tipo EICKHORN KCB-70, apresentando uma ponta de grampo com dorso de serra, uma bainha de cortador de arame e um punho quadrado distinto. Para o H&K G36, houve pouco uso de baionetas de lâmina AKM Tipo II modificadas de estoques do antigo Nationale Volksarmee (Exército Nacional Popular) da Alemanha Oriental. O anel da boca do cano original foi cortado e um novo anel de grande diâmetro soldado no lugar. A alça do cinto de couro original foi substituída por uma rede complexa e alça de cinto de plástico projetada para se ajustar ao equipamento de sustentação de carga da Alemanha Ocidental.

### Áustria
O Steyr AUG usa dois tipos de baioneta. A primeira e mais comum é uma baioneta multifuncional do tipo Eickhorn KCB-70 com uma configuração do tipo baioneta M16. A segunda é a Glock Feldmesser 78 e a Feldmesser 81, que também pode ser usada como uma baioneta, encaixando um soquete no pomo (coberto por uma tampa de plástico) em um adaptador de baioneta que pode ser instalado no fuzil AUG. Essas baionetas são dignas de nota, visto que deviam ser usadas principalmente como facas de campanha ou de sobrevivência e o uso como baioneta era uma consideração secundária. Elas também podem ser usadas como facas de arremesso e têm um abridor de garrafas embutido na cruzeta.

### França
Os franceses usam uma baioneta de ponta de lança mais tradicional com a baioneta FAMAS atual, que é quase idêntica à da baioneta M1949/56 . O novo fuzil francês H&K 416F usa a Eickhorn "SG 2000 WC-F", uma faca/baioneta de combate multiuso no estilo "tantō" (semelhante à KM2000 ) com um alicate de corte. Pesa 320g, tem 30 cm de comprimento com uma lâmina serrilhado na metade de 17,3 cm para cortar cordas. O cabo e a bainha sintéticos possuem isolamento elétrico que protege até 10 000 volts. A bainha também possui um afiador de lâmina de diamante.

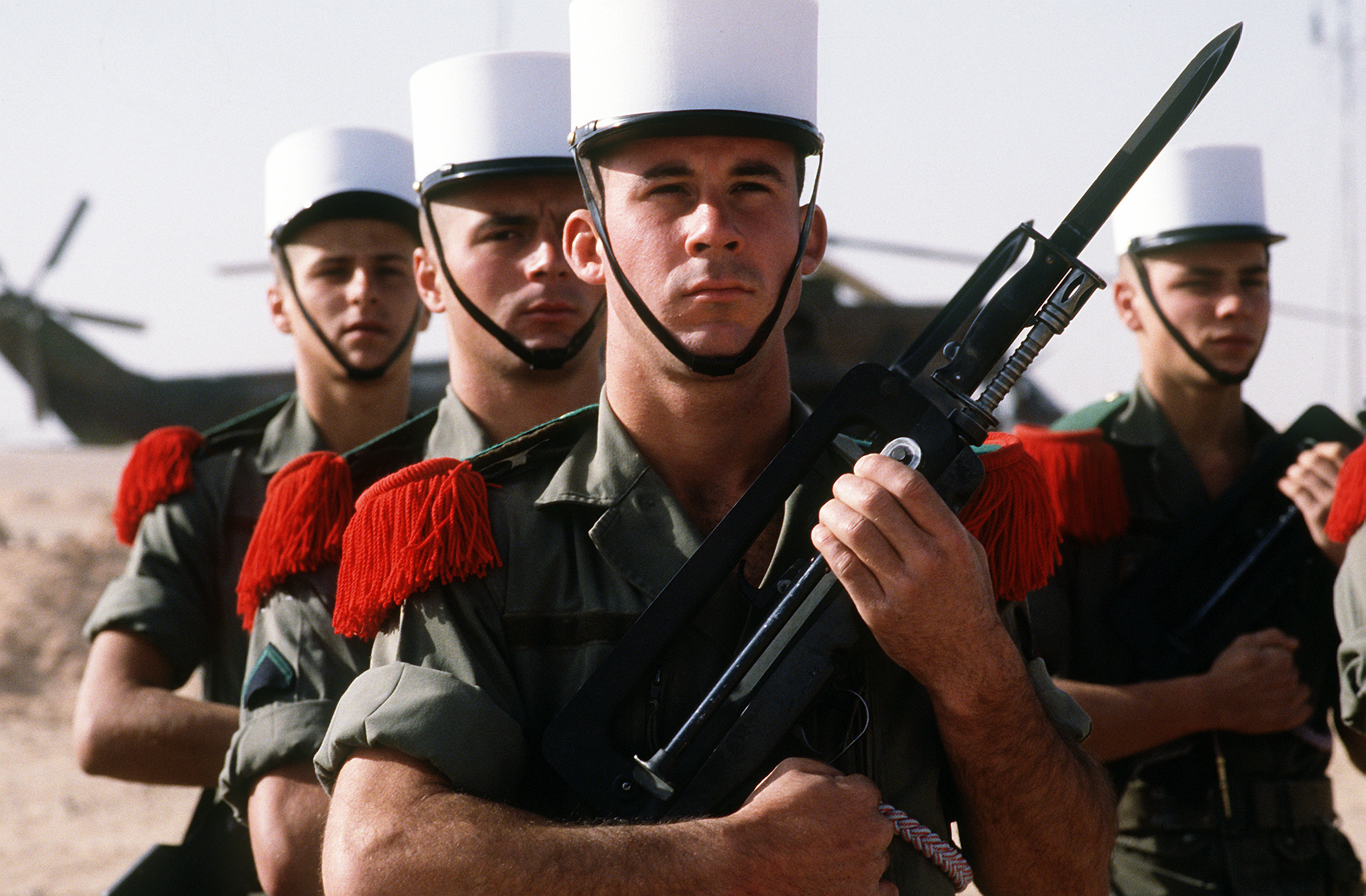
Guarda de honra de legionários do 6e REG na Arábia Saudita com fuzis FAMAS e baionetas.
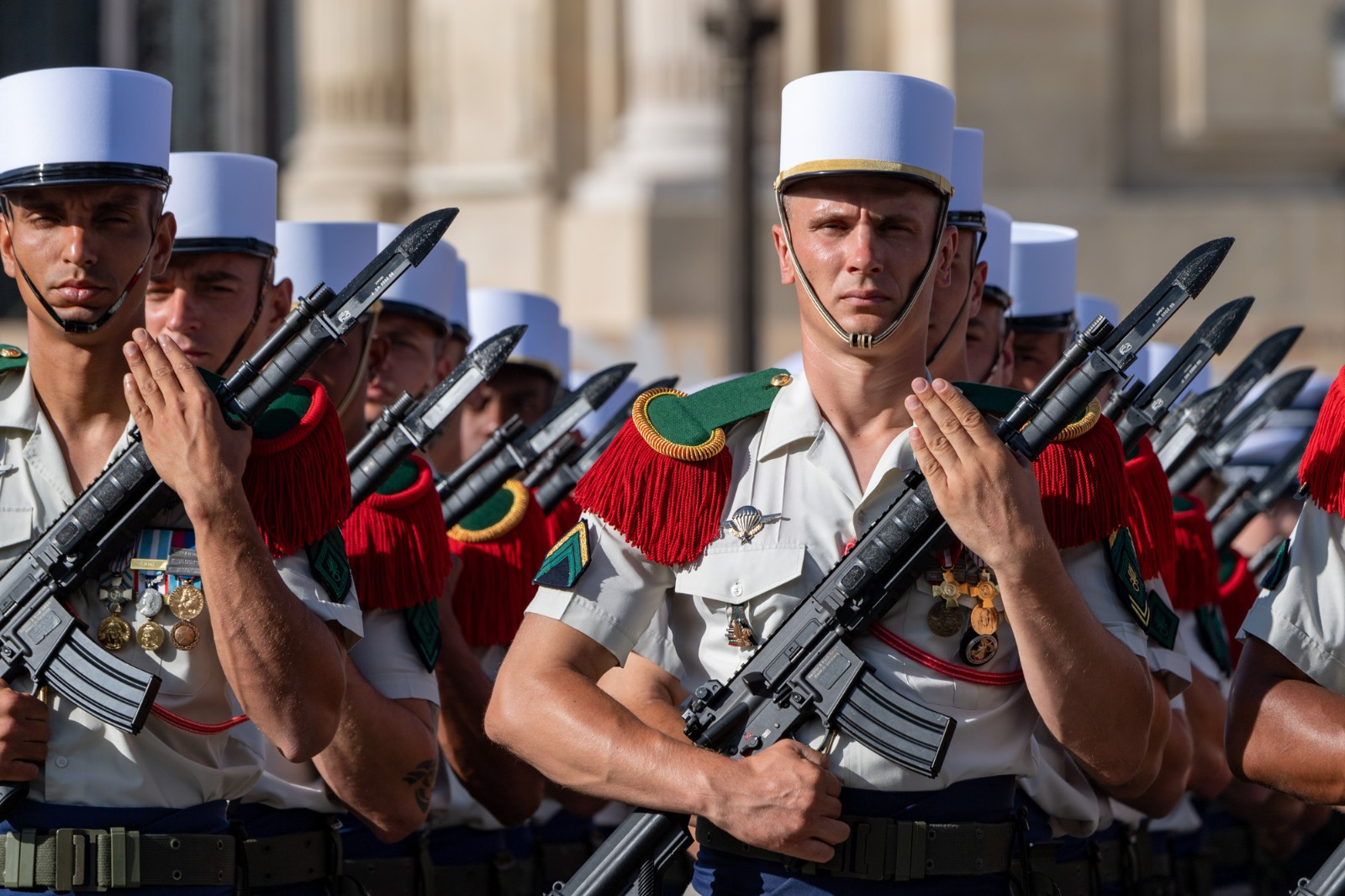
Legionários do 2e REP com os novos fuzis HK416F e baionetas Eickhorn SG 2000 WC-F.
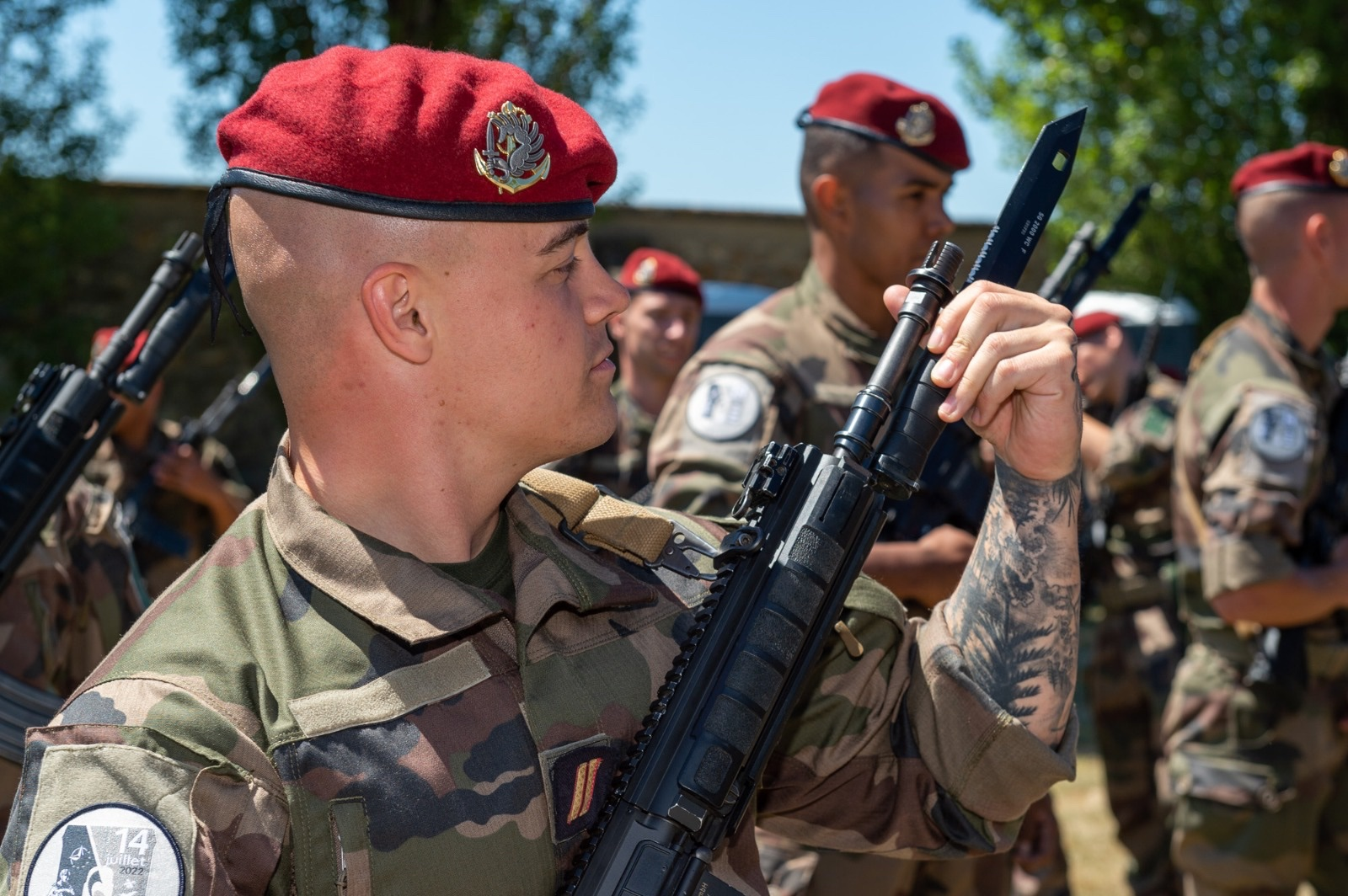
Um paraquedista francês do 3e RIPMa ajustando a baioneta.
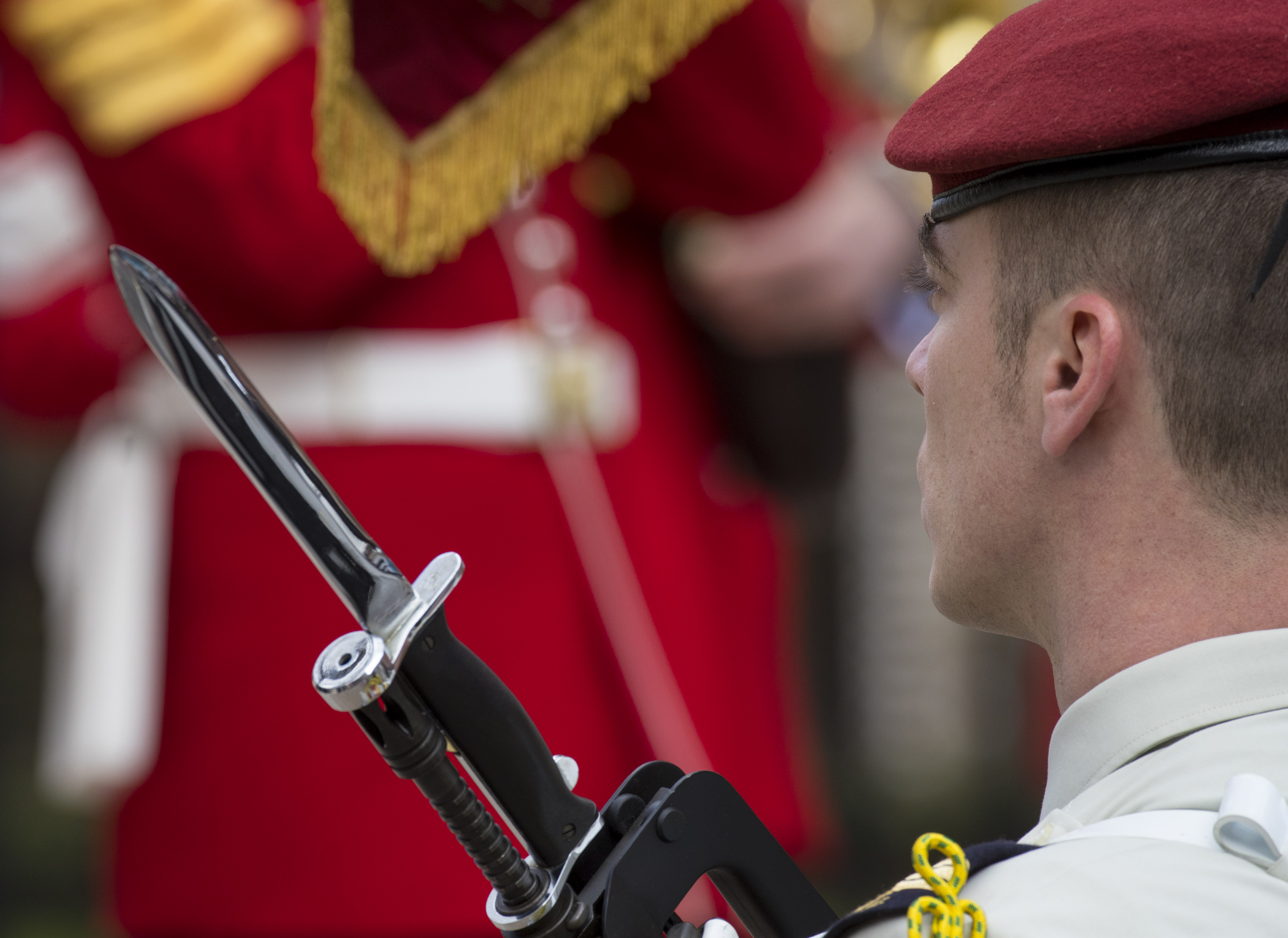
Guarda de honra do 35e RAP com uma baioneta de prata.

## Impacto linguístico
O movimento de puxar e torcer de fixação do tipo mais antigo de baioneta deu um nome a:
- O "encaixe de baioneta" usado para vários tipos de fixações rápidas, como lentes de câmeras, também chamado de "conector de baioneta" quando usado em plugues elétricos.
- Vários conectores e contatos, incluindo a lâmpada com encaixe de baioneta que é comum no Reino Unido (em oposição ao tipo de encaixe de parafuso da Europa continental).
- Um tipo de conector para armas de florete e sabre usado em competições de esgrima modernas é conhecido como conector de "baioneta".

No xadrez, uma variação agressiva do King's Indian Defense é conhecida como "Ataque de Baioneta".
A baioneta se tornou um símbolo de poder militar. O termo "na ponta de uma baioneta" refere-se ao uso de força ou ação militar para realizar, manter ou defender algo (cf. Constituição de Baioneta). Empreender uma tarefa "com baionetas caladas" tem essa conotação de não haver espaço para concessões e é uma frase usada particularmente na política.

## Emblemas e insígnias

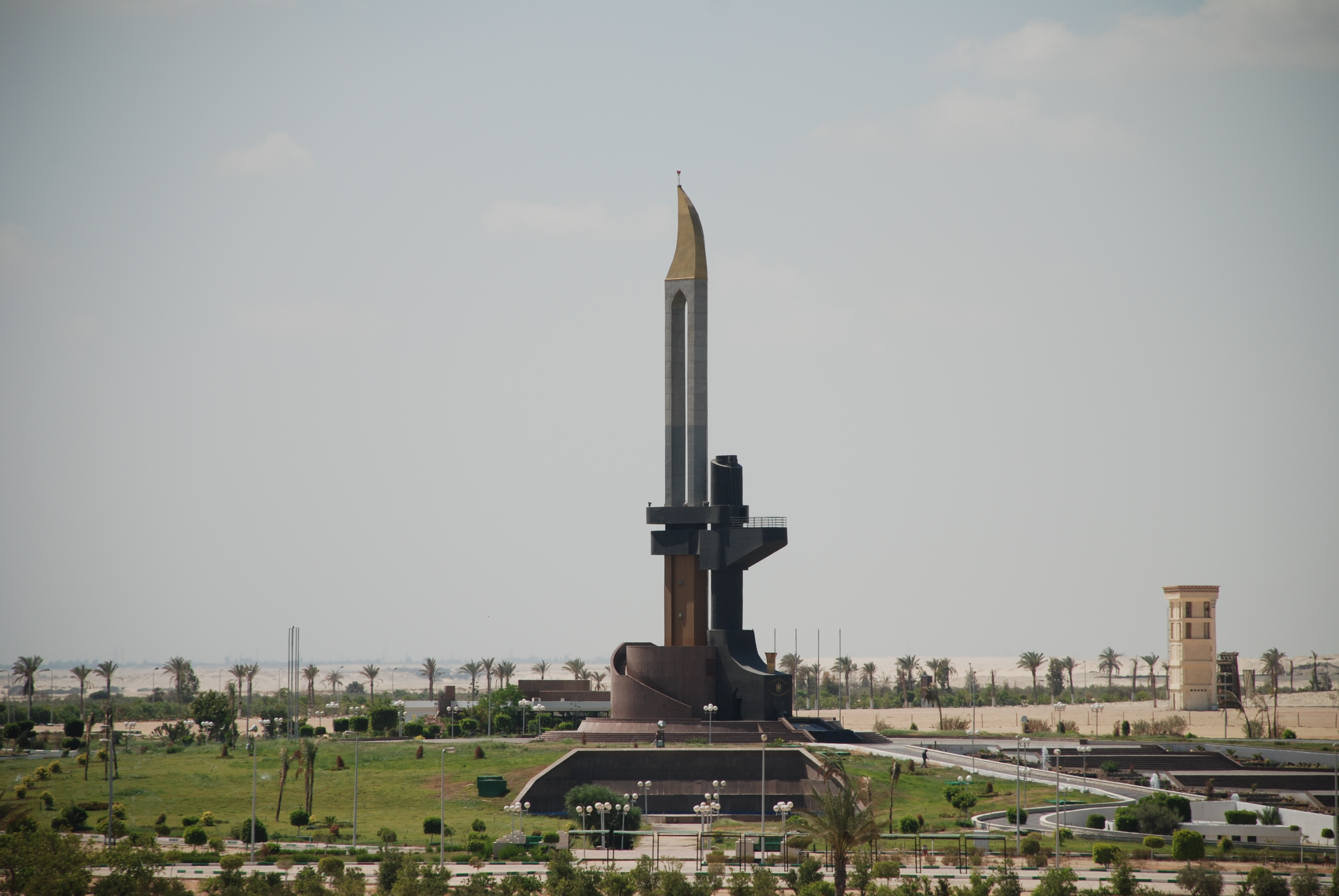
O Monumento da Batalha de Ismaília na cidade de mesmo nome, no Egito. O monumento de concreto tem a forma de um fuzil AK-47 com baioneta, e foi um presente da Coréia do Norte ao Egito comemorando as baixas da Batalha de Ismaília contra Israel, na Guerra do Yom Kippur.

O emblema Sol Nascente do Exército Australiano apresenta um semicírculo de baionetas. O Distintivo de Combate de Infantaria do Exército Australiano (Infantry Combat Badge, ICB) tem a forma de uma baioneta do SLR do Exército Australiano montada verticalmente (fuzil FN FAL de 7,62mm) cercada por uma coroa de louros em formato oval. O Distintivo de Ação de Combate do Exército dos EUA, concedido a militares que estiveram sob fogo desde 2001 e que não são elegíveis para o Distintivo de Combate de Infantaria (Combat Infantryman Badge, CIB), devido ao fato de que apenas o pessoal de Infantaria pode receber o Distintivo de Combate de Infantaria, tem uma baioneta como seu adorno central.
A insígnia da manga do ombro da 10ª Divisão de Montanha do Exército dos EUA apresenta baionetas cruzadas. O distintivo do ombro da 173ª Brigada de Combate Aerotransportada do Exército dos EUA apresenta uma baioneta enrolada em uma asa, simbolizando seu status aerotransportado. A brigada regularmente se desdobra em forças-tarefa sob o nome de "Baioneta". A insígnia da Escola de Infantaria do Exército Britânico é uma baioneta SA80 em frente a um escudo vermelho. É usado como um distintivo de reconhecimento tático (Tactical recognition flash, TRF) por instrutores no Centro de Treinamento de Infantaria Catterick, na Escola de Batalha de Infantaria em Brecon e na Escola de Armas de Apoio em Warminster .
A insígnia de colarinho com guia de vocação para a Escola de Infantaria das Forças Armadas de Singapura utiliza duas baionetas cruzadas. A baioneta é frequentemente usada como símbolo da Infantaria em Cingapura.